# 1966

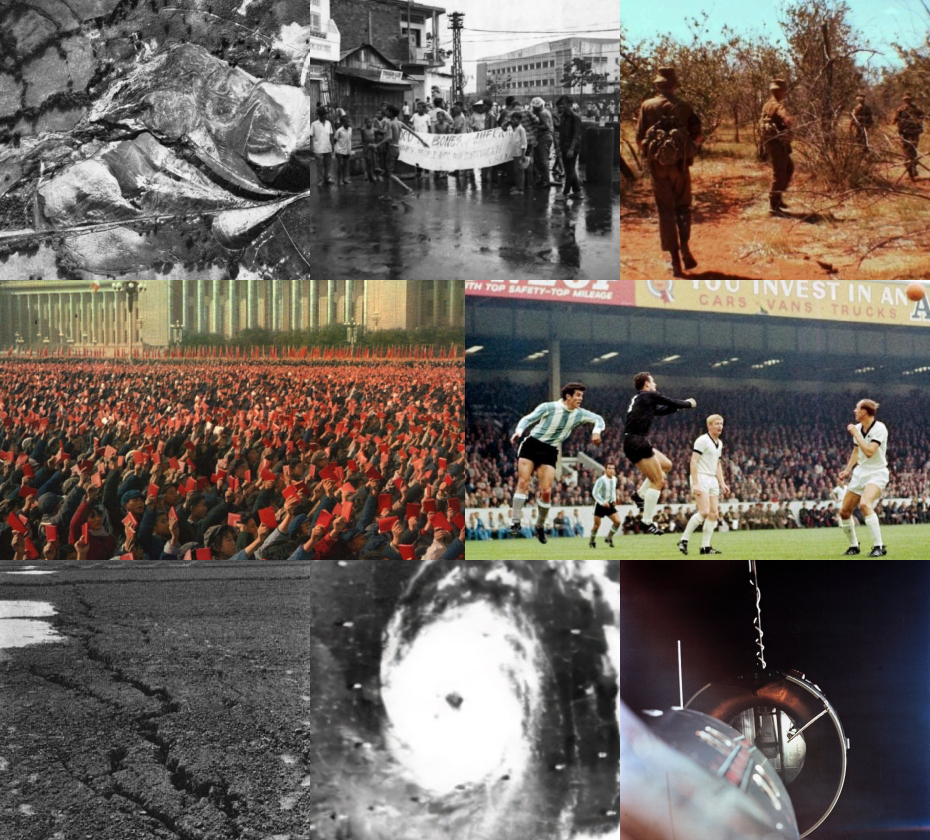
En el sentido de las agujas del reloj desde arriba a la izquierda: una liberación catastrófica de desechos de una mina de carbón mata a 144 personas en Aberfan, Gales; Los budistas vietnamitas organizan una manifestación antigubernamental contra el gobierno actual; se produce un conflicto entre el África del Sudoeste (ahora Namibia), Sudáfrica y la SWAPO; la Copa Mundial de Fútbol de 1966 se celebró en Inglaterra; la misión Gemini 8 fue el primer enlace de dos naves espaciales juntas en la órbita de la Tierra; El huracán Inés mata a 1.269 personas; una serie de terremotos en Xingtai mata a más de 8.064 personas; Mao Zedong lanza la Revolución Cultural para purgar cualquier resto de sociedad precomunista.

1966 (MCMLXVI) fue un año común comenzado en sábado según el calendario gregoriano.

## Acontecimientos

### Enero
- 1 de enero: en República Centroafricana el coronel Jean-Bédel Bokassa derrota al presidente David Dacko. Se suspende la Constitución y los derechos civiles.
- 2 de enero: en los Estados Unidos, los empleados del transporte público en Nueva York realizan una huelga (que terminará el 13 de enero).
- 3 de enero: 
  - En La Habana (Cuba) se reúne la Primera Conferencia Tricontinental (con más de 500 delegados). Finalizará el 15 de enero. Se crea la OSPAAAL (Organización de Solidaridad entre los Pueblos de África, Asia y América Latina), que convoca a los pueblos del mundo a «crear uno, dos, tres Vietnam».
  - Primera prueba de LSD en el Fillmore (San Francisco).
  - En los Estados Unidos entra en servicio el primer avión espía Lockheed SR-71.
- 4 de enero: 
  - En Alto Volta (ahora Burkina Faso) el militar Aboubacar Sangoulé Lamizana derroca al primer presidente Maurice Yaméogo.
  - En Francia, un incendio debido a una pérdida de gas en la refinería de petróleo de Feyzin (cerca de Lyon) deja 84 heridos y 18 muertos (11 de ellos bomberos).
- 4 al 10 de enero: en Taskent ―capital de Uzbekistán (una de las repúblicas de la Unión Soviética)― se encuentran los primeros ministros de India y Pakistán.
- 5 de enero: en Francia, reelección del gobierno de Georges Pompidou, derrota de Valéry Giscard d'Estaing.
- 6 de enero: Vicente Soto obtiene el premio Nadal por su novela La zancada.
- 7 de enero: en Francia se crean los IUT (Institutos Universitarios de Tecnología).
- 10 de enero: 
  - En la Unión Soviética terminan exitosamente las negociaciones de paz entre Pakistán e India.
  - En Francia, el periódico L'Express publica la historia de Georges Figon, quien participó del secuestro de Mehdi Ben Barka (El 18 de enero la policía francesa anunciará que Figon se suicidó antes de ser arrestado).
- 11 de enero: 
  - En India muere el primer ministro Lal Bahadur Shastri.
  - En Lagos (Rodesia, actual Zimbabue) comienza una conferencia acerca de la situación nacional.
- 12 de enero: el presidente de Estados Unidos, Lyndon Johnson, declara que los soldados estadounidenses deben quedarse en Vietnam del Sur hasta que termine la agresión comunista.
- 13 de enero: 
  - En un pozo a 183 metros bajo tierra, en el área U9br del Sitio de pruebas atómicas de Nevada (a unos 100 km al noroeste de la ciudad de Las Vegas), a las 7:37 (hora local) Estados Unidos detona su bomba atómica Maxwell, de menos de 20 kt. Es la bomba n.º 442 de las 1132 que Estados Unidos detonó entre 1945 y 1992.
  - Dos islas del archipiélago de Juan Fernández (Chile) reciben nuevos nombres: Robinson Crusoe (antes llamada Más a Tierra) y Alejandro Selkirk (antes Más Afuera).
  - En los Estados Unidos ―en el marco del racismo en Estados Unidos que asoló ese país hasta 1967―, Robert C. Weaver es nombrado secretario de Desarrollo Urbano, y se convierte en el primer afroestadounidense que accede al gabinete gubernamental de ese país.
- 15 de enero: 
  - En Nigeria los militares toman el poder de manera violenta.
  - El Gobierno soviético de Moscú anuncia la muerte de Serguéi Koroliov, ingeniero jefe del Programa Espacial soviético.
- 16 de enero: 
  - En La Habana, durante la Primera Conferencia de Solidaridad de los Pueblos de Asia, África y América Latina y por iniciativa de su presidente Salvador Allende, las 27 delegaciones latinoamericanas deciden crear la Organización Latinoamericana de Solidaridad (OLAS), que convoca a los pueblos latinoamericanos a «hacer de la cordillera de los Andes una gigantesca Sierra Maestra tricontinental».
  - En Montevideo (Uruguay) sale el primer número de la revista Marcha.
- 17 de enero: 
  - En España colisionan dos aviones estadounidenses (un B-52 Stratofortress y un KC-135 Stratotanker). Caen cuatro bombas atómicas de 70 kilotones, en el mar, tres en las cercanías de Palomares y otra en las proximidades de Almería.
  - En Nigeria se contrarresta el golpe de Estado de dos días atrás.
  - Carl Brashear, el primer buzo afroestadounidense, sufre un accidente en la misión de recuperación de las bombas caídas en Palomares, que obliga a amputarle la pierna.
  - En los Estados Unidos, Simon and Garfunkel publican su segundo álbum, Los sonidos del silencio.
- 18 de enero:
  - En Vietnam del Sur aterrizan cerca de 8000 soldados estadounidenses (en total ya hay 190 000 efectivos).
  - En un pozo a 561 metros bajo tierra, en el área U7i del Sitio de pruebas atómicas de Nevada (a unos 100 km al noroeste de la ciudad de Las Vegas), a las 7:37 (hora local) Estados Unidos detona su bomba atómica Lampblack (de 38 kt). Simultáneamente, en un pozo a 275 metros bajo tierra en el área U3cj detona la bomba Sienna (de 4 kt). Son las bombas n.º 443 y 444 de las 1132 que Estados Unidos detonó entre 1945 y 1992.
- 19 de enero: 
  - En India, Indira Gandhi (hija de Jawaharlal Nehru) es elegida primera ministra (asumirá el 24 de enero).
  - En Australia renuncia el primer ministro Robert Menzies.
- 20 de enero: en Hungría, el pueblo realiza demostraciones contra los altos precios de los alimentos.
- 21 de enero: 
  - En Italia, el primer ministro Aldo Moro renuncia debido a la lucha de poder dentro de su partido.
  - En un pozo a 333 metros bajo tierra, en el área U3cd del Sitio de pruebas atómicas de Nevada (a unos 100 km al noroeste de la ciudad de Las Vegas), a las 10:28 (hora local) Estados Unidos detona su bomba atómica Dovekie, de 7 kt. Es la bomba n.º 445 de las 1132 que Estados Unidos detonó entre 1945 y 1992.
- 22 de enero: 
  - El gobierno nigeriano anuncia que el ex primer ministro Abubakar Tafawa Balewa fue asesinado durante el golpe del 15.
  - En Sudán se funda el grupo musulmán disidente Frolinat, comenzando la Guerra Civil Chadiana.
  - En un pozo a 213 metros bajo tierra, en el área U10m del Sitio de pruebas atómicas de Nevada, a las 7:17 (hora local) Estados Unidos detona su bomba atómica n.º 446, Reo, de 0.15 kt.E
  - El papa Pablo VI crea la arquidiócesis de Anchorage en Alaska.[1]
- 26 de enero: 
  - En Australia, Harold Holt se convierte en primer ministro.
- En Glenelg Beach (en Australia del Sur) desaparecen tres niños blancos, y no son vistos nunca más.
- 27 de enero: el gobierno británico le promete a Estados Unidos que sus tropas en Malasia se quedarán solo hasta que haya condiciones más pacíficas en la región.
- 29 de enero: en los Estados Unidos se estrena la primera de 608 presentaciones de la obra Sweet Charity en el Palace Theatre de Nueva York.
- 30 de enero: en Luxemburgo se firma el Compromiso de Luxemburgo, para la utilización del método mayoritario de unanimidad en la CEE.
- 31 de enero: el gobierno británico rompe las relaciones comerciales con Rodesia.

### Febrero
- 1 de febrero: 
  - Alemania Occidental solicita unos 2600 prisioneros políticos de Alemania Oriental.
  - El presidente estadounidense Johnson exige al Congreso una concesión de 2.469 millones de dólares (para ayuda económica) y 917 millones más (para ayuda militar) a diversos países tercermundistas.
- 2 de febrero: 
  - En Barcelona (España) es demolido el Camp de Les Corts, antiguo estadio del Fútbol Club Barcelona.
  - En Francia, Jean Lecanuet crea el Centro Democrático.
- 3 de febrero: sobre la Luna, la nave espacial soviética Luna 9 realiza el primer alunizaje controlado asistido con cohetes.
- 4 de febrero: en Japón, el vuelo 60 de All Nippon Airways cae sobre la bahía de Tokio, con el resultado de 133 muertos.
- 5 de febrero: 
  - Se cumple en México el 49 aniversario de la Constitución de 1917.
  - El gobierno de Estados Unidos confirma la venta de carros de combate del tipo Patton a Israel.
  - En las violentas manifestaciones antiestadounidenses celebradas frente a la embajada de Estados Unidos en Madrid, los manifestantes piden la evacuación de las bases militares en España.
- 6 de febrero: 
  - En Cuba, Fidel Castro critica a China por difundir propaganda antisoviética entre los soldados cubanos.
  - En Costa Rica vence en las elecciones generales el candidato derechista José Joaquín Trejos.
- 7 de febrero: el ministro de Información y Turismo español, Manuel Fraga, se baña en la playa de Palomares (Almería), ante el temor popular a la radiactividad de una bomba H estadounidense perdida en el mar tras un accidente aéreo.
- 9 de febrero: fuerzas militares dominicanas ametrallan una manifestación estudiantil que exigía la salida de las tropas de ocupación de Estados Unidos. Mueren 12 estudiantes.
- 10 de febrero: 
  - El músico jamaicano Bob Marley se casa con Rita Anderson.
  - Los escritores soviéticos Yuli Daniel y Andrei Sinyavsky son sentenciados a cinco y siete años de cárcel, respectivamente, por sus escritos contra el Gobierno.
  - La Real Academia Española acepta nuevas palabras, tales como «alunizar», «audiovisual» e «historicismo».
- 11 de febrero: en Bélgica renuncia el gobierno.
- 14 de febrero: en Australia se inaugura el dólar australiano a dos dólares por libra esterlina, o diez chelines por dólar.
- 15 de febrero: con fines turísticos y sin carácter recíproco, España concede a los alemanes la entrada en el país sin necesidad de pasaporte, aunque sí con carné de identidad.
- 19 de febrero: en Reino Unido renuncia el ministro naval Christopher Mayohew.
- 20 de febrero: el gobierno soviético niega la ciudadanía a Valery Tarsis, escritor y traductor soviético.
- 21 de febrero: el general De Gaulle anuncia que la flota francesa del Mediterráneo quedará desligada del mando de la OTAN y que no se almacenarán armas atómicas estadounidenses en las bases francesas.
- 22 de febrero: 
  - En la India, el gobierno declara 7 de los 16 estados de la Unión como zonas de hambruna.
  - En Uganda, el primer ministro Milton Obote asume plenos poderes.
- 23 de febrero: en Siria, un golpe militar reemplaza el gobierno anterior por un régimen Ba'ath.
- 24 de febrero: en Ghana, el general Joseph Arthur Ankrah encabeza un golpe de Estado, aprovechando que el presidente Kwame Nkrumah se encuentra de viaje por Asia.
- 24 de febrero: en el marco de la guerra de Vietnam (1955-1975), el fotógrafo japonés Kyoichi Sawada (1936-1970) registra la imagen (que ganará el premio Foto del Año World Press 1966) de un blindado M113 con soldados estadounidenses arrastrando el cuerpo de un niño combatiente del Vietcong hasta matarlo. Por esta fotografía, cuatro años después los estadounidenses asesinarán a Kyoichi Sawada en Camboya.[2]
- 26 de febrero: en Yakarta se declara el toque de queda.
- 28 de febrero: en Saint Louis (Estados Unidos), los astronautas Charles Bassett y Elliott See mueren en un accidente de aviación.

### Marzo
- 1 de marzo: 
  - La sonda espacial soviética Venera 3 choca contra Venus, siendo la primera nave espacial en tocar la superficie de otro planeta.
  - En Siria, el partido Baaz toma el poder.
  - Sucre (Colombia) se convierte en departamento.
  - La Unión Soviética lanza la sonda lunar Cosmos 111, que fracasó en su objetivo de realizar un alunizaje suave.
- 2 de marzo: el expresidente de Ghana, Kwame Nkrumah, llega a Guinea, donde se le da asilo político.
- 4 de marzo: en una entrevista en el periódico Evening Standard (Estados Unidos), John Lennon comenta: «Ahora somos más populares que Jesús», lo que dispara una controversia en todo el país.
- 5 de marzo: en Brasil se revela un descomunal robo de materiales nucleares.
- 7 de marzo: en Francia, Charles de Gaulle le pide al presidente estadounidense Lyndon Johnson negociaciones acerca del estado de los equipos de la OTAN en Francia (Francia se retira del comando integral de la OTAN).
- 8 de marzo
  - En Indonesia, se realizan manifestaciones populares en el ministerio del Exterior.
  - La policía de Estados Unidos encarcela a Ronald Kray (uno de los mellizos Kray) por asesinar a su gánster rival, George Cornell.
  - En Australia anuncia que aumentará significativamente el número de soldados en Vietnam.
  - En Dublín, una bomba del IRA destruye el Pilar de Nelson.
- 10 de marzo: en Países Bajos, la princesa heredera Beatriz de Holanda se casa con el alemán Claus von Amsberg. Hay algunas manifestaciones populares en contra, debido a la nacionalidad del próximo príncipe consorte.
- 11 de marzo: 
  - En Indonesia, el presidente Sukarno da todo el poder ejecutivo al general Suharto.
  - En Francia, el presidente Charles De Gaulle declara que las tropas francesas se saldrán de la OTAN y que todas las bases y cuarteles de la OTAN en Francia tendrán que cerrar en el plazo de un año.
- 12 de marzo: en la Convención de las Instituciones Republicanas, François Mitterrand propone la creación de un contra-Gobierno (shadow cabinet). En mayo hará pública la composición de su contra-gobierno.
- 13 de marzo: en Taiwán, un terremoto de 8,0 y un tsunami dejan 6 muertos y varios daños.
- 16 de marzo: la nave estadounidense Gemini 8 se acopla en el espacio con el satélite Agena.
- 17 de marzo: 
  - En Indonesia se realizan más demostraciones anticomunistas.
  - En España, el submarino Alvin encuentra una de las bombas de hidrógeno estadounidenses perdidas en el mar Mediterráneo.
- 19 de marzo: en los Estados Unidos, los Texas Western Miners derrotan a los Kentucky Wildcats con cinco jugadores negros, pisoteando la discriminación racial en el reclutamiento de deportistas.
- 20 de marzo: Un terremoto de 6,8 sacude la frontera entre Uganda y la República Democrática del Congo.
- 22 de marzo: Mobutu Sese Seko confisca el poder legislativo en el Congo.
- 22 de marzo: en la ciudad china de Xingtai un terremoto de 6,8 deja más de 8.000 fallecidos y 38.000 heridos.
- 23 de marzo: en Ciudad del Vaticano, se encuentran el papa Pablo VI y Arthur Michael Ramsey (arzobispo de Canterbury). Se trata del primer encuentro oficial en 400 años entre el líder de la Iglesia católica y el de la anglicana.
- 26 de marzo: en los Estados Unidos se realizan multitudinarias manifestaciones populares contra la guerra de Vietnam.
- 27 de marzo: en Vietnam del Sur, 20 000 budistas marchan contra las políticas del gobierno militar pro -estadounidense.
- 28 de marzo: Indira Gandhi visita Washington.
- 29 de marzo: en la Unión Soviética, se celebra la conferencia 23.ª del Partido Comunista. Leonid Brézhnev exige que las tropas estadounidenses abandonen Vietnam y anuncia que las relaciones chino-soviéticas no son satisfactorias.
- 31 de marzo: 
  - La Unión Soviética lanza el Luna 10, que será la primera sonda espacial en entrar en órbita alrededor de la Luna.
  - En Reino Unido, gana las elecciones generales el Partido Laborista (liderado por Harold Wilson).

### Abril
- 1 de abril: en un pozo a 561 metros bajo tierra, en el área U7j del Sitio de pruebas atómicas de Nevada (a unos 100 km al noroeste de la ciudad de Las Vegas), a las 10:40 (hora local) Estados Unidos detona su bomba atómica Lime, de menos de 20 kt. Es la bomba n.º 455 de las 1132 que Estados Unidos detonó entre 1945 y 1992.
- 2 de abril: en Indonesia, el ejército exige la entrada en las Naciones Unidas.
- 3 de abril: la nave soviética Luna 10 entra en órbita alrededor de la Luna.
- 6 de abril: en un pozo a 561 metros bajo tierra, en el área U2ca del Sitio de pruebas atómicas de Nevada (a unos 100 km al noroeste de la ciudad de Las Vegas), a las 5:57 (hora local) Estados Unidos detona su bomba atómica n.º 456, Stutz, de 5 kt.
- 7 de abril: en un pozo a 226 metros bajo tierra, en el área U3ek del Sitio de pruebas atómicas de Nevada (a unos 100 km al noroeste de la ciudad de Las Vegas), a las 14:27 (hora local) Estados Unidos detona su bomba atómica Tomato, de 6 kt. Es la bomba n.º 457 de las 1132 que Estados Unidos detonó entre 1945 y 1992.
- 7 de abril: fallece el piloto estadounidense Walt Hansgen después de sufrir un aparatoso accidente en el Circuito de La Sarthe.
- 7 de abril: en Palomares (Almería) se recupera la bomba H caída tres meses antes de un avión estadounidense.
- 7 de abril: en España, entra en vigor la nueva Ley de Prensa e Imprenta (que liberalizó la información), promovida por el ministro Manuel Fraga.
- 7 de abril: en Dakar se celebra en el Primer Festival Mundial del Arte Negro.
- 7 de abril: el Gobierno británico le pide al Consejo de Seguridad de las Naciones Unidas la autoridad para usar la fuerza para detener a un barco carguero que viola el embargo de petróleo contra Rodesia. La autoridad le será dada el 10 de abril.
- 8 de abril: en Vietnam del Sur, los budistas protestan contra el hecho de que el nuevo Gobierno proestadounidense no ha fijado una fecha para las elecciones libres.
- 8 de abril: en Francia se publica Les mots et les choses (Las palabras y las cosas), de Michel Foucault.
- 9 de abril: en Reino Unido, Barry Butler (capitán del Norwich City Football Club), muere en un accidente automovilístico.
- 12 de abril: 
  - en Beverly Hills (California), Jan Berry (de Jan & Dean), sufre un daño cerebral en un serio accidente automovilístico.
  - fallece de un fallo cardíaco el cantante mexicano Javier Solís.
- 14 de abril: en Vietnam del Sur, el Gobierno (títere de Estados Unidos) promete elecciones libres para antes de 5 meses.
- 14 de abril: en un pozo a 544 metros bajo tierra, en el área U20a1 del Sitio de pruebas atómicas de Nevada (a unos 100 km al noroeste de la ciudad de Las Vegas), a las 6:13 (hora local) Estados Unidos detona su bomba atómica n.º 458, Duryea, de 70 kt.
- 15 de abril: en Egipto se descubre una conspiración contra Nasser.
- 18 de abril: en China, el gobierno de Mao declara que suspenderá toda ayuda económica a Indonesia.
- 19 de abril: en México, son detenidos dos dirigentes del Partido Obrero Revolucionario Trotskista por apoyar a las Fuerzas Armadas Revolucionarias de Guatemala.
- 19 de abril: En México, fallece el cantante y actor mexicano Gabriel Siria Levario "Javier Solís".
- 21 de abril: en un hospital de Houston (Texas) se instalan por primera vez en el mundo un corazón artificial (en Marcel DeRudder).
- 21 de abril: en el Reino Unido, por primera vez se televisa la apertura del Parlamento.
- 21 de abril: en la República Dominicana, se funda la Universidad Nacional Pedro Henríquez Ureña (UNPHU).
- 23 de abril: en un pozo a 168 metros bajo tierra, en el área U2m1 del Sitio de pruebas atómicas de Nevada (a unos 100 km al noroeste de la ciudad de Las Vegas), a las 6:13 (hora local) Estados Unidos detona su bomba atómica n.º 459, Fenton, de 1.4 kt.
- 25 de abril: en un pozo a 296 metros bajo tierra, en el área U11b del Sitio de pruebas atómicas de Nevada (a unos 100 km al noroeste de la ciudad de Las Vegas), a las 10:38 (hora local) Estados Unidos detona su bomba atómica n.º 460, Pin Stripe, de 5 kt.
- 26 de abril: en Taskent, Uzbekistán, se registra un terremoto de 5,2 que deja 200 muertos.
- 27 de abril: en Ciudad del Vaticano se encuentran el papa Pablo VI y el premier soviético Andréi Gromyko. Es el primer encuentro entre los líderes de la Iglesia católica y la Unión Soviética.
- 28 de abril: en Rodesia, fuerzas de seguridad matan en combate a siete soldados de ZANLA. Comienza la rebelión Zanu.
- 29 de abril: en Vietnam, el número de soldados estadounidenses en el país suma un total de 250 000.
- 30 de abril: en Reino Unido comienza un servicio regular de hovercraft sobre el Canal de la Mancha (remplazado en 2000 por el Túnel del Canal).
- 30 de abril: en San Francisco (California), Anton Szandor LaVey crea la Iglesia de Satán.

### Mayo
- 1 de mayo:
  - Inundaciones en las costas de Finlandia.
  - En los Estados Unidos sucede el primer evento de la Sociedad para el Anacronismo Creativo.
- 3 de mayo: desde un barco anclado en aguas internacionales ante las costas sureñas de Inglaterra, Swinging Radio England y Britain Radio comienzan a difundir en AM con una potencia de 100 000 W.
- 4 de mayo: la empresa italiana Fiat firma un contrato con la Unión Soviética para construir una fábrica de autos en ese país.
- 5 de mayo: Javier Barros Sierra en nombrado rector de la UNAM en México.
- 6 de mayo: en Reino Unido, cadena perpetua para la pareja de Ian Brady (1938-) y Myra Hindley (1942-2002), los asesinos de los casos Moor.
- 8 de mayo: en Costa Rica, José Joaquín Trejos Fernández se convierte en el 35.º presidente de esa nación.
- 12 de mayo:
  - En la ONU, los miembros africanos del Consejo de Seguridad piden que el ejército británico bloquee Rodesia.
  - En Saint Louis (Estados Unidos) se abre el estadio Busch Memorial Stadium.
  - En China, Radio Pekín declara que aviones estadounidenses derribaron un avión chino sobre Yunnan. Al día siguiente Estados Unidos niega el hecho.
- 14 de mayo: en Chipre, los gobiernos de Turquía y Grecia comienzan las negociaciones acerca de la situación de la isla.
- 15 de mayo:
  - En Indonesia, el gobierno pide a su par malayo comenzar negociaciones de paz.
  - En Vietnam del Sur, el ejército sitia Đà Nẵng.
  - Ante la Casa Blanca (Washington D. C.) se reúnen miles de manifestantes pacifistas y luego caminan hasta el monumento de George Washington.
- 16 de mayo:
  - En Reino Unido se realiza una huelga de marinos (durará dos meses).
  - En los Estados Unidos, los Beach Boys lanzan su álbum Pet Sounds, de 1966 de peculiar belleza por sus armonías vocales.
  - Se publica en los Estados Unidos Blonde on Blonde, séptimo álbum de estudio de Bob Dylan grabado casi íntegramente en Nashville. Se trata de uno de los primeros discos dobles en la historia de la música moderna, y es considerado por la crítica como uno de los mejores de la historia del rock & roll.
- 24 de mayo:
  - En Uganda, el ejército arresta al rey Mutesa II de Buganda y ocupa su palacio.
  - En Nigeria, el gobierno prohíbe toda actividad política en el país (hasta el 17 de enero de 1969).
- 25 de mayo:
  - Estados Unidos lanza la nave Explorer 32.
  - En San Luis (Misuri), el vicepresidente Hubert Humphrey y el secretario del Interior Stewart Udall dedican el arco Gateway Arch como parte del monumento Jefferson National Expansion Memorial.
- 26 de mayo: Guyana se independiza de Reino Unido (aunque sigue formando parte de la Comunidad Británica).
- 28 de mayo:
  - En Cuba, Fidel Castro anuncia una ley marcial debido a un posible ataque estadounidense.
  - Los gobiernos de Indonesia y Malasia declaran resuelta la Confrontación Indonesia. Se firmará un tratado el 11 de agosto.
- 29 de mayo: en México se inaugurará el Estadio Azteca, en su partido inaugural las águilas del América venció 2-2 Ante Torino con el primer gol de Arlindo dos Santos
- 31 de mayo: Filipinas reforma sus relaciones diplomáticas con Malasia.

### Junio
- 2 de junio: 
  - Irlanda reelige al presidente Éamon de Valera.
  - La sonda estadounidense Surveyor 1 aluniza en Oceanus Procellarum, convirtiéndose en la primera nave espacial en descender suavemente en otro mundo.
  - El gobierno de Zaire ejecuta a cuatro exministros por imputados de formar una conspiración para matar a Mobutu Sese Seko.
- 3 de junio: en República Dominicana, Joaquín Balaguer es elegido presidente por segunda vez.
- 5 de junio: 
  - El astronauta Eugene A. Cernan completa la segunda caminata espacial estadounidense (2 horas y 7 minutos) durante la misión Gemini 9A.
  - Carlos Lleras Restrepo gana las elecciones presidenciales de Colombia.
- 6 de junio: en los Estados Unidos, James Meredith —activista por los derechos civiles de los negros— es baleado durante la Marcha contra el Miedo, una caminata solitaria desde Memphis para denunciar el racismo y promover que los afroestadounidenses se registraran para votar.[3]
- 8 de junio: en los Estados Unidos colisionan un F-104 Starfighter y el segundo prototipo del B-70 Valkyrie, quedando ambos destruidos.
- 13 de junio: en los Estados Unidos, en el marco del caso Miranda contra Arizona, la Corte Suprema libera al acusado porque la policía no le informó acerca de sus derechos antes de detenerlo. A partir de ese momento se estableció la llamada Advertencia Miranda.
- 14 de junio: en Ciudad del Vaticano, el papa Pablo VI anuncia la abolición del Índex Librorum Prohibitorum (índice de libros prohibidos) luego del concilio Vaticano II.
- 17 de junio: en Francia, huelga del personal de Air France.
- 18 de junio: en los Estados Unidos renuncia el jefe de la CIA William F. Raborn, es sucedido por Richard Helms.
- 19 de junio: en Francia, en Le Mans Ford gana las 24 Horas de Le Mans contra Ferrari, con su Ford GT40 llevándose la victoria Bruce McLaren y Chris Amon quitándole la victoria a Ken Miles y Phil Hill.
- 20 de junio: 1 de julio: el presidente francés Charles de Gaulle visita la Unión Soviética.
- 21 de junio: en Mosman (Australia), el líder de la oposición Arthur Calwell es herido de bala durante una reunión política.
- 22 de junio: en Francia, se firma el plan de Charles Fouchet de la enseñanza superior, con el objetivo de reformarla en consonancia con las necesidades de las empresas.[4]
- 25 de junio: en la ciudad de La Plata (capital de la provincia de Buenos Aires, Argentina) empieza a emitir el Canal 2 (actual América TV).
- 28 de junio: en Argentina, un levantamiento militar denominado Revolución Argentina derroca al presidente argentino Arturo Umberto Illia y lo sustituye por el presidente de facto general Juan Carlos Onganía.
- 29 de junio: 
  - En Vietnam del Norte, aviones estadounidense bombardean objetivos civiles en las ciudades de Hanói y Haiphong.
  - En el Reino Unido termina la huelga de marineros, organizada por el Sindicato Nacional de Marinos.
  - En Francia, la Iglesia de Nuestra Señora (Le Raincy), construida entre 1922 y 1923 por los hermanos Gustave y Auguste Perret, es clasificada monumento histórico.
- En Francia, De Gaulle formalmente abandona la OTAN.
- En los Estados Unidos, Frank Zappa y su grupo The Mothers of Invention aparecen en el panorama musical con su primer disco Freak Out! (álbum doble), que revoluciona la música con sus sonidos extraños, la estructura de las canciones, la extravagante instrumentación y su aversión por la psicodelia imperante.
- En Saboya, (Francia) fallece en accidente el ex-piloto italiano Giuseppe Farina.

### Julio
- 1 de julio: en República Dominicana, Joaquín Balaguer asume como presidente.
- 2 de julio: en el atolón de Mururoa (en medio del océano Pacífico) Francia hace estallar su primera bomba atómica.
- 3 de julio: en Bolivia, René Barrientos es elegido presidente.
- 3 de julio: en Londres, Inglaterra, se forma el primer supergrupo de la historia, Cream
- 4 de julio: en Vietnam del Norte se declara una movilización general.
- 4 de julio: en los Estados Unidos, el presidente Lyndon B. Johnson firma la ley de Libertad de Información, que entra en vigor desde 1967.
- 6 de julio: Malaui se convierte en una república.
- 7 de julio: en Vietnam del Norte finaliza la conferencia del Pacto de Varsovia con la promesa de apoyar al país.
- 7 de julio: se termina el ciclo escolar 1965-1966 de la SEP en México.
- 11 de julio: inauguración de la VIII Edición de la Copa del Mundo en Inglaterra.
- 12 de julio: Indira Gandhi visita Moscú.
- 12 de julio: Zambia amenaza abandonar la Comunidad Británica debido a las aperturas del Reino Unido hacia Rodesia.
- 12 de julio: en los Estados Unidos, el teniente mayor W. H. Whalen es arrestado por espionaje.
- 14 de julio: en Siria, aviones israelíes y sirios luchan sobre la zona del río Jordán.
- 14 de julio: en Chicago (Estados Unidos), Richard Speck asesina a ocho estudiantes de enfermería en sus dormitorios.
- 14 de julio: en Reino Unido, Gwynfor Evans se vuelve miembro del Parlamento por Carmarthen, el primer Plaid Cymru del país.
- 16 de julio: el primer ministro británico Harold Wilson llega a Moscú para comenzar las negociaciones de paz acerca de la guerra de Vietnam. El gobierno soviético refuta sus propuestas.
- 17 de julio: en Japón comienza a emitirse la serie de televisión Ultraman.
- 18 de julio: la nave espacial estadounidense Gemini 10 (con los astronautas Michael Collins y John W. Young) entra en órbita terrestre, alcanzando el récord mundial de altitud, de 800 km.
- 18 de julio: en Cleveland (Estados Unidos) comienzan las Hough Riots, las primeras manifestaciones de violencia masiva racial en esta ciudad.
- 19 de julio: en Países Bajos el gobierno declara persona non grata al cónsul chino Liu en-Tsiu, debido a la muerte de un ingeniero chino en circunstancias poco claras; se rumorea que fue secuestrado y detenido en la oficina del cónsul.
- 22 de julio: en China, el gobierno declara persona non grata al cónsul neerlandés G. J. Jongejans, pero no lo deja salir del país hasta que el grupo de ingenieros chinos haya abandonado los Países Bajos.
- 23 de julio: en República Democrática del Congo, tropas katangas en Stanleyville se rebelan en apoyo del ministro exiliado Moise Tschombe. El motín dura varias semanas.
- 24 de julio: el secretario general de la ONU, U Thant, visita Moscú.
- 26 de julio: en Reino Unido, Lord Gardiner presenta la Declaración Práctica en la Casa de los Lores, declarando que la Casa no está obligada a seguir sus propios precedentes.

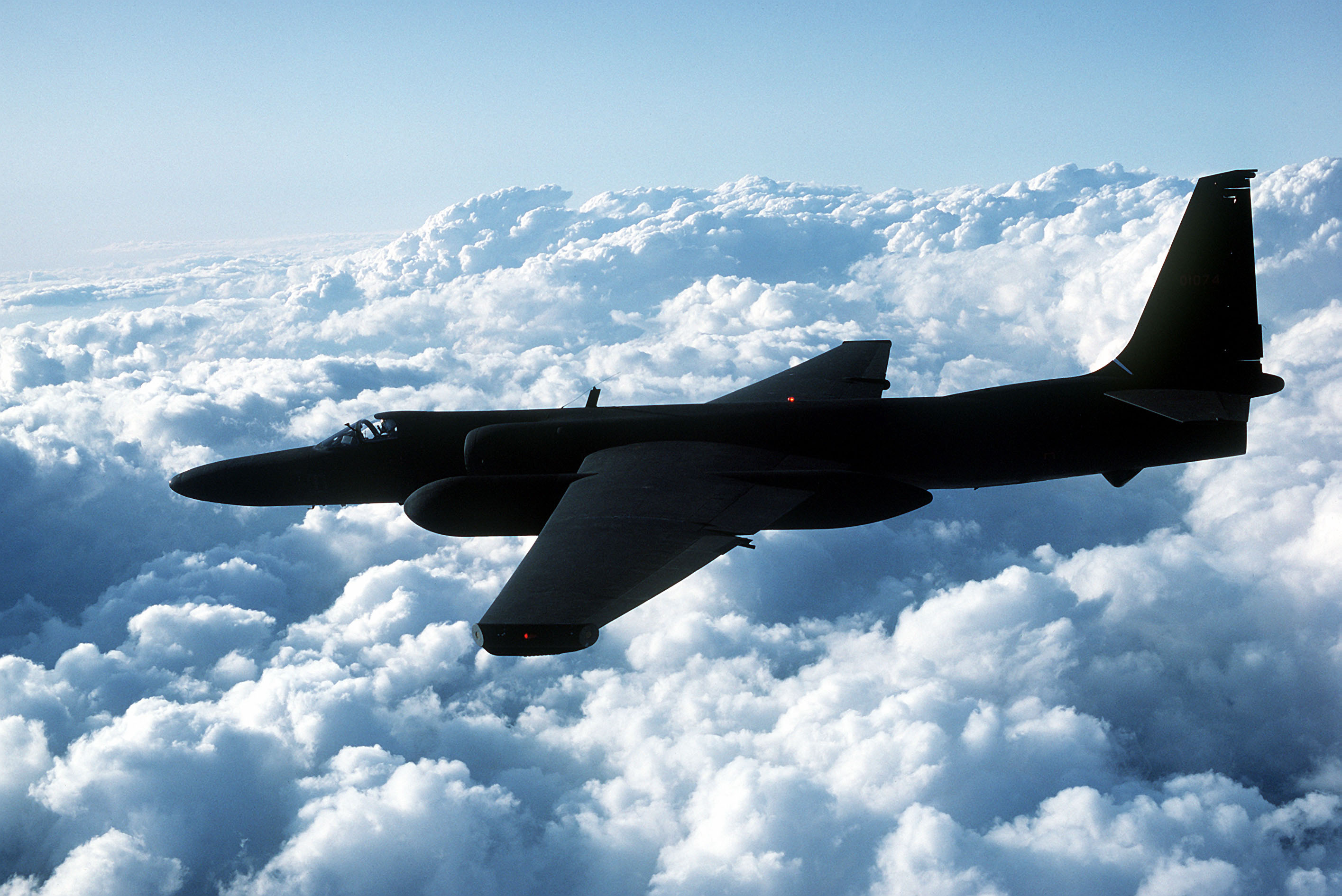
Un avión Lockheed de la CIA, como el que cayó en Bolivia.

- 28 de julio: en proximidades de Llanquera, en Oruro (Bolivia) se estrella un avión espía estadounidense Lockheed U-2. Se supone que el piloto estaba muerto cuando cayó el avión.
- 28 de julio: el Gobierno de Estados Unidos afirma que el avión espía Lockheed U-2 fue derribado sobre Cuba.
- 29 de julio: en Argentina, la dictadura de Onganía invade las universidades de Buenos Aires y apalea a los profesores, acusándolos de comunistas (Noche de los Bastones Largos). Comienza un éxodo (en algunos casos, definitivo) de intelectuales argentinos al exterior.
- 29 de julio: en Nigeria, el ejército se rebela y ejecuta a su líder, el general Aguiyi-Ironsi.
- 30 de julio: en Londres (Inglaterra) Finaliza el Mundial e Inglaterra es el campeón del mundo de 1966 por primera vez frente a la desaparecida Alemania Federal ahora Alemania por un marcador de 4-2.

### Agosto
- 1 al 10 de agosto (según otros el 18 de abril o el 16 de mayo): el Partido Comunista Chino (de Mao Zedong) declara oficialmente comenzada la sangrienta Revolución «Cultural».
- 1 de agosto: en Nigeria, el general Yakubu Gowon derroca al presidente constitucional.
- 1 de agosto: en la Universidad de Texas, en Austin (Estados Unidos), un tal Charles Whitman mata a 19 personas y hiere a otras 28  estudiantes desde el edificio principal de la universidad.
- 2 de agosto: el gobierno español prohíbe vuelos de la fuerza aérea británica sobre territorio nacional.
- 5 de agosto (según otros, el 8): en Londres, el grupo británico The Beatles lanzan su álbum Revólver..
- 5 de agosto: en Chicago (Estados Unidos), Martin Luther King Jr. es herido en la cabeza por una piedra lanzada por una enardecida multitud de blancos, durante una marcha por los derechos de los negros.
- 5 de agosto: en Nueva York comienza la construcción del World Trade Center.
- 6 de agosto: en los Estados Unidos cae el vuelo 250 de Braniff Airlines en Falls City (Nebraska) Mueren las 42 personas a bordo.
- 6 de agosto: en Bolivia asume René Barrientos como presidente.
- 6 de agosto: en Lisboa (Portugal) se inaugura el puente sobre el río Tajo.
- 7 de agosto: en Lansing (Estados Unidos) se desatan motines raciales.
- 10 de agosto: Estados Unidos lanza el Lunar Orbiter 1, la primera nave estadounidense en orbitar otro mundo.
- 10 de agosto: la corte de Alemania Oriental sentencia a cadena perpetua a Günter Laudahn por espiar para el Gobierno de Estados Unidos.
- 11 de agosto: en Chicago (Estados Unidos) el grupo británico The Beatles realiza una conferencia de prensa. John Lennon pide disculpas por su frase «somos más populares que Jesús», diciendo: «No quise decirlo como algo declaradamente antirreligioso».
- 12 de agosto: a 87 metros bajo tierra, en el campo de pruebas de Nevada (102 km al noroeste de la ciudad de Las Vegas), a las 7:36 hora local Estados Unidos detona la bomba atómica Tangerine, de 20 kilotones (la bomba de Hiroshima generó 13 kt). Se trata de la bomba n.º 478 de las 1131 que Estados Unidos hizo detonar entre 1945 y 1992.
- 12 de agosto: en la masacre de Braybrook Street (en Londres, Reino Unido), Harry Roberts, John Duddy y Jack Witney balean a tres policías de civil. Más tarde recibirán cadena perpetua.
- 15 de agosto: tropas sirias e israelíes luchan durante tres horas en el lago Genesaret.
- 15 de agosto: en Nueva York (Estados Unidos) se deja de publicar el periódico New York Herald Tribune.
- 16 de agosto: el Comité de Actividades Antiestadounidenses comienza las investigaciones contra civiles que han ayudado al Viet Cong (en el marco de la guerra de Vietnam), con el intento de generar legislación que ilegalice esas actividades. Manifestantes antiguerra interrumpen el encuentro, y 50 son arrestados.
- 17 de agosto: 
  - en Kuwait comienzan las negociaciones entre Arabia Saudita y la República Árabe Unida para detener la guerra en Yemen.
  - fallece en accidente el piloto británico-estadounidense Ken Miles.
- 18 de agosto: en Vietnam del Norte, la Compañía D, del Sexto Batallón del Regimiento Real Australiano encuentra y derrota a una fuerza del Vietcong que se estima cuatro veces mayor, en la batalla de Long Tan en la provincia Phuoc Tuy.
- 19 de agosto: en Turquía, un terremoto de 6,8 en el Oriente del país destruye varias ciudades y deja un saldo de 3.000 muertos.
- 21 de agosto: en Egipto, siete hombres son sentenciados a muerte debido a la agitación contra Nasser.
- 22 de agosto: en los Estados Unidos se crea el Comité Organizador de los Trabajadores Agrícolas (UFWOC), que será el predecesor de los Trabajadores Agrícolas Unidos (UFW).
- 26 de agosto: en Somalilandia Francesa, hoy Yibuti se realizan motines y manifestaciones populares.
- 29 de agosto: en el Candlestick Park de San Francisco (California), The Beatles tocan su último concierto.
- 30 de agosto: Francia ofrece la independencia a los líderes de Yibuti.
- 31 de agosto: Camboya: discurso en Phnom Penh del presidente francés Charles de Gaulle.

### Septiembre
- 6 de septiembre: en Ciudad del Cabo (Sudáfrica), el racista primer ministro Hendrik Verwoerd, considerado el «arquitecto del apartheid», es asesinado a puñaladas por el activista griego Dimitri Tsafendas (1918-1999) durante un encuentro parlamentario.
- 7 de septiembre: en los Estados Unidos sale al aire el último episodio de la serie El show de Dick Van Dyke (el primero había salido en octubre de 1961).
- 8 de septiembre (según otros, el 22): en los Estados Unidos sale al aire "La trampa humana", el primer episodio de la serie de ciencia ficción Star Trek.
- 9 de septiembre: la OTAN decide mudar los cuarteles de SHAPE a Bélgica.
- 11 de septiembre: el secretario general de la ONU, U Thant, declara que no buscará la reelección debido a que fallaron los esfuerzos de la ONU para evitar la guerra de Vietnam.
- 12 de septiembre: en el Área U5i del Sitio de pruebas atómicas de Nevada (a unos 100 km al noroeste de la ciudad de Las Vegas), a las 7:30 (hora local), Estados Unidos detona a 255 m bajo tierra su bomba atómica Derringer, de 7.8 kt. Es la bomba n.º 479 de las 1131 que Estados Unidos detonó entre 1945 y 1992.
- 12 al 15 de septiembre: los astronautas estadounidenses del Gemini 11, Richard Gordon y Charles Conrad, se acoplan en el espacio con un vehículo Agena.
- 13 de septiembre: en Sudáfrica, Balthazar Johannes Vorster es elegido el nuevo primer ministro.
- 13 de septiembre: en China, la agencia TASS reporta choques entre miembros del Partido Comunista Chino y la Guardia Roja.
- 16 de septiembre: en Vietnam del Sur, Thích Trí Quang comienza una huelga de hambre que durará cien días.
- 16 de septiembre: en los Estados Unidos se inaugura el Metropolitan Opera House en el Lincoln Center de Nueva York con el estreno mundial de la ópera Antony and Cleopatra de Samuel Barber.
- 18 de septiembre: en la costa norte de Chicago (Estados Unidos) Valerie Percy, la hija de 21 años del senador Charles H. Percy, es acuchillada y aporreada hasta morir en la mansión de la familia.
- 19 de septiembre: en Reino Unido, Scotland Yard arresta a Ronald Edwards como sospechoso en el gran robo del tren.
- 23 de septiembre: en el Área U7o del Sitio de pruebas atómicas de Nevada (a unos 100 km al noroeste de la ciudad de Las Vegas), a las 10:00 (hora local), Estados Unidos detona a 561 m bajo tierra su bomba atómica Daiquiri, de 19 kt. (En comparación, la bomba de Hiroshima fue de 13 kt). Es la bomba n.º 480 de las 1131 que Estados Unidos detonó entre 1945 y 1992.
- 28 de septiembre: en Argentina, 18 estudiantes, obreros, sindicalistas y periodistas peronistas ―cuya edad promedio era de 22 años―, secuestran un avión Douglas DC-4 de Aerolíneas Argentinas y lo desvía a las islas Malvinas (operativo Cóndor).
- 30 de septiembre: Botsuana (entonces Bechuanalandia) se independiza del Imperio británico (aunque sigue formando parte de la Comunidad Británica).

### Octubre
- 1 de octubre (medianoche): Alemania: Baldur von Schirach y Albert Speer son liberados de la prisión Spandau.
- 2 de octubre: en Madrid (España), se inaugura el Estadio Vicente Calderón.
- 3 de octubre: Túnez corta relaciones diplomáticas con la República Árabe Unida.
- 3 de octubre: en México se crea la empresa Cablevisión (hoy Izzi Telecom).
- 4 de octubre: Basutolandia se independiza de Sudáfrica y adopta el nombre de Lesoto.
- 4 de octubre: Israel solicita la membresía externa de la Comunidad Económica Europea.
- 5 de octubre: en la Unesco se firma la recomendación respecto al estatus de los maestros. Este evento se celebra ahora como el Día Mundial del Maestro.
- 7 de octubre: el gobierno soviético declara que todos los estudiantes chinos deben abandonar el país antes del fin de octubre.
- 11 de octubre: Francia y la Unión Soviética firman un tratado acerca de la cooperación en investigación nuclear.
- 12 de octubre: Crisis de Anacoco entre Guyana y Venezuela sobre la soberanía de la parte oriental de la isla de Anacoco, parte del límite del área en disputa entre ambos países por la Guayana Esequiba.
- 14 de octubre: en Montreal (Canadá) se inaugura el metro.
- 15 de octubre: en los Estados Unidos, el presidente Lyndon B. Johnson funda el Departamento de Transporte.
- 16 de octubre: Tequisistlán Mex Coronación de Sta María del Rosario por los Obispos de Texcoco y Querétaro.
- 17 de octubre: Lesoto y Botsuana aceptan unirse a las Naciones Unidas.
- 17 de octubre: Lima, Perú, es sacudida por un terremoto de 8,1 que deja 100 fallecidos.
- 21 de octubre: ocurre la Catástrofe de Aberfan en la aldea de Aberfan en Gales del Sur, Reino Unido.
- 22 de octubre: de la cárcel de Wormwood Scrubs (Reino Unido) escapa el espía británico George Blake. En el futuro será visto en Moscú.
- 22 de octubre: España exige que el Reino Unido interrumpa los vuelos militares hacia Gibraltar; al siguiente día el Gobierno británico se niega.
- 23 de octubre: en China, Liu Shaoqi realiza su primera autocrítica pública.
- 24 de octubre: en Manila (Filipinas) comienzan las negociaciones acerca de la guerra de Vietnam.
- 25 de octubre: en Yakarta, una corte militar condena a muerte a Subandrio (exministro del Exterior).
- 25 de octubre: en España, el gobierno cierra la frontera de Gibraltar contra el tráfico no peatonal.
- 26 de octubre: la OTAN muda su cuartel general desde París a Bruselas.
- 27 de octubre: ONU toma Namibia de Sudáfrica.
- 29 de octubre: en Acra (Ghana) el gobierno secuestra a la delegación de Guinea que se dirigía a un encuentro (en Etiopía) de la Organización para la Unidad Africana.

### Noviembre
- 2 de noviembre: en los Estados Unidos, la Ley de Ajuste Cubano (Cuban Adjustment Act) permite que 123 000 cubanos soliciten residencia permanente en los Estados Unidos
- 4 de noviembre: en Italia central y del norte se suceden excepcionales inundaciones aluviales después de muchos días de lluvia incesante, desbordándose los ríos. Las inundaciones afectan a las ciudades del litoral y las que se encuentran a orillas de los ríos principales. Grandes olas con marea alta sumergen Venecia, Trento, Siena, pero son en Florencia (inundaciones de Florencia) y Grosseto donde producen los mayores daños, con el desbordamiento de los ríos Arno y Ombrone. El río Arno arrasa Florencia y Pisa con un caudal superior a los 4500 m³/s. Se dañan muchas obras de arte.
- 5 de noviembre: en África, 38 estados demandan que el Reino Unido utilice la fuerza contra el gobierno de Rodesia.
- 6 de noviembre: Estados Unidos lanza el Lunar Orbiter 2.
- 7 de noviembre: en Cleveland (Ohio) se elige el primer alcalde negro en una ciudad estadounidense.
- 8 de noviembre: en Massachusetts (Estados Unidos), el exfiscal general, Edward Brooke, se vuelve el primer senador negro desde la Reconstrucción.
- 8 de noviembre: en California, el actor republicano Ronald Reagan es elegido gobernador.
- 9 de noviembre: Dicen que Paul McCartney, integrante de The Beatles, muere este día y tiene un doble que termina tocando con dicha banda.
- 11 de noviembre: en Israel, una mina mata a tres paramilitares en la frontera de Cisjordania.
- 11 de noviembre: en España, el dictador Franco amnistía a sus falangistas por los crímenes que cometieron durante la guerra civil española.
- 15 de noviembre: la nave Gemini 12, que transporta a los astronautas James A. Lovell y Buzz Aldrin, ameriza en el océano Atlántico 600 km al este de las Bahamas.
- 15 de noviembre: cerca de Londres (Reino Unido), la policía captura a Harry Maurice Roberts, quien había matado a tres policías en agosto.
- 15 de noviembre: se funda la Confederación de Fútbol de Oceanía, el máximo ente futbolístico de dicho continente.
- 16 de noviembre: en los Estados Unidos, el médico Sam Sheppard es absuelto de su segundo juicio por asesinato de su esposa embarazada en 1954.
- 17 de noviembre: la Asamblea General de la ONU funda la Organización para el Desarrollo de la Industria.
- 17 de noviembre: sobre Arizona (Estados Unidos) pasa una espectacular lluvia de meteoritos de las Leónidas durante veinte minutos (a razón de 2300 por minuto).
- 20 de noviembre: en La Plata (Argentina), Racing Club empata 0–0 con Gimnasia y Esgrima La Plata como visitante, y obtiene el Campeonato de Primera División dos fechas antes de la finalización del certamen.
- 21 de noviembre: en Togo, el ejército aplasta una tentativa de golpe de Estado.
- 28 de noviembre: en Nueva York se estrena Black and White Ball (llamada El partido del siglo), de Truman Capote.
- 30 de noviembre: Barbados se independiza del Imperio británico.

### Diciembre
- 1 de diciembre: en el Mar Mediterráneo, los primeros ministros Harold Wilson (del Reino Unido) e Ian Smith (de Rodesia) negocian sobre el buque HMS Tiger.
- 1 de diciembre: en Alemania Occidental, Kurt Georg Kiesinger es elegido canciller.
- 2 de diciembre: en ONU se reelige a U Thant como secretario general.
- 3 de diciembre: en Macao se realizan demostraciones antiportuguesas. Al día siguiente se declara el toque de queda.
- 3 de diciembre: en un túnel a 830 metros bajo tierra, en el Salmon Site, 15 km al oeste de la localidad de Purvis (estado de Misisipi), a las 6:15 (hora local) Estados Unidos detona su bomba atómica Sterling, de 0,38 kt. Es la bomba n.º 487 de las 1131 que Estados Unidos detonó entre 1945 y 1992.
- 7 de diciembre: en Siria, el gobierno ofrece armas a los rebeldes jordanos.
- 7 de diciembre: Barbados es aceptada en las Naciones Unidas.
- 8 de diciembre: en el mar Egeo frente a Creta mueren 217 al hundirse el ferry Heraklion (de Typaldos Line).
- 8 al 18 de diciembre: en Numea (Nueva Caledonia) se celebran los Juegos del Pacífico Sur.
- 9 de diciembre: en Bangkok (Tailandia) comienzan los V Juegos Asiáticos.
- 9 de diciembre: el supergrupo Cream publica su primer álbum, Fresh cream, con el sello discográfico independiente de Reaction Records.
- 13 de diciembre: en un pozo a 240 metros bajo tierra, en el área U3ez del Sitio de pruebas atómicas de Nevada (a unos 100 km al noroeste de la ciudad de Las Vegas), a las 9:50 (hora local) Estados Unidos detona su bomba atómica Sidecar, de 1 kt. A las 13:00 detona la bomba New Point, de 7 kt. Son las bombas n.º 488 y 489 de las 1131 que Estados Unidos detonó entre 1945 y 1992.
- 14 de diciembre: en España se realiza un referéndum acerca de la Ley Orgánica del Estado.
- 15 de diciembre: Walt Disney muere de cáncer de pulmón a la edad de 65 años.
- 16 de diciembre: el Consejo de Seguridad de la ONU aprueba el embargo de petróleo contra Rodesia.
- 16 de diciembre: la ONU declara el Pacto de Derechos Económicos, Sociales y Culturales.
- 16 de diciembre: en el Festival de San Remo (Italia) debuta Caterina Caselli con Nessuno mi può giudicare.
- 17 de diciembre: el gobierno de Sudáfrica no se adhiere al embargo comercial contra Rodesia.
- 18 de diciembre: en Perú, Luis Bedoya Reyes funda el Partido Popular Cristiano, el cual hoy en día es el tercer partido más antiguo del Perú aún en actividad.
- 20 de diciembre: en un pozo a 1215 metros bajo tierra, en el área U20g del Sitio de pruebas atómicas de Nevada (a unos 100 km al noroeste de la ciudad de Las Vegas), a las 7:30 (hora local) Estados Unidos detona su bomba atómica Greeley, de menos de 870 kt. Es la bomba n.º 491 de las 1132 que Estados Unidos detonó entre 1945 y 1992.
- 20 de diciembre: en Morlaix (Francia) los avicultores bretones realizan una huelga.
- 20 de diciembre: Harold Wilson retira todos sus ofrecimientos previos al gobierno de Rodesia y anuncia que solo aceptará la independencia si se crea un Gobierno con mayoría negra.
- 20 de diciembre: en Bangkok (Tailandia) culminan los V Juegos Asiáticos.
- 22 de diciembre: en Rodesia, el primer ministro Ian Smith declara que él considera que su país ya es una república (abandona la Commonwealth británica).
- 26 de diciembre: en los Estados Unidos, el controvertido nacionalista negro Ron Karenga —titular de la cátedra de Estudios Negros de la Universidad Estatal de California en Long Beach— celebra la primera kwanzaa (celebración para negros estadounidenses, que dura hasta el 1 de enero).
- 27 de diciembre: en Pekín (China) se reúnen diez mil Guardias Rojos denunciando al presidente Liu Shaoqi.
- 31 de diciembre: en Alemania, Walter Ulbricht propone negociaciones acerca de la unificación de las dos Alemanias.
- 31 de diciembre: en el museo Dulwich Picture Gallery de Londres (Reino Unido) se roban pinturas por el valor de varios millones de libras esterlinas. Se recuperan días después.
- 31 de diciembre: en la República Democrática del Congo, el gobierno toma el control del sindicato minero de Alto Katanga.
- 31 de diciembre: en Francia se realiza el acuerdo de renuncia PCF-FGDS en la perspectiva de las legislativas.
- 31 de diciembre: en Inglaterra, el Equipo Team McLaren Mercedes es creado por Bruce McLaren, para su posterior debut en Fórmula 1 al año siguiente.

### Sin fecha
- Burundi: el primer ministro Michel Micombero depone a Ntare V, quien a su vez había depuesto a su padre, el rey Mwambutsa IV.
- Estados Unidos: Bobby Seale y Huey P. Newton fundan el partido Pantera Negra.
- Jamaica: el emperador de los rastafaris, Haile Selassie, visita por primera vez la isla caribeña, y es recibido por los líderes rastas.
- Unión Soviética: Konstantín Chernenko (quien más tarde sería líder de la Unión Soviética) se convierte en candidato a miembro del Comité Central.
- Estados Unidos: Franklin y Penélope Rosemont fundan el Movimiento Surrealista en los Estados Unidos
- Lise Meitner y Otto Hahn ganan el premio Fermi.
- Estados Unidos: el congreso crea el Consejo Nacional para los Recursos Marinos y el Desarrollo de la Ingeniería.
- Estados Unidos: Will Lang Jr. comienza la investigación de la revista Life acerca del asesinato de John F. Kennedy y la Comisión Warren, detenida pocos meses después por Holland McCombs.
- Estados Unidos: Martin Richards diseña el lenguaje de programación BCPL.
- Alemania: deja de producirse el automóvil DKW.
- Sri Lanka: reunión (sangha) de los budistas theravāda con la idea de unir diferencias y trabajar juntos.
- Noruega: en Oslo, Terje Lømo observa por primera vez la LTP (potenciación a largo término), el mecanismo celular putativo del aprendizaje y la memoria.

## Nacimientos

### Enero
- 1 de enero: Michael Imperioli, actor estadounidense.
- 5 de enero: Yuri Amano, seiyū japonesa.

- 6 de enero: 

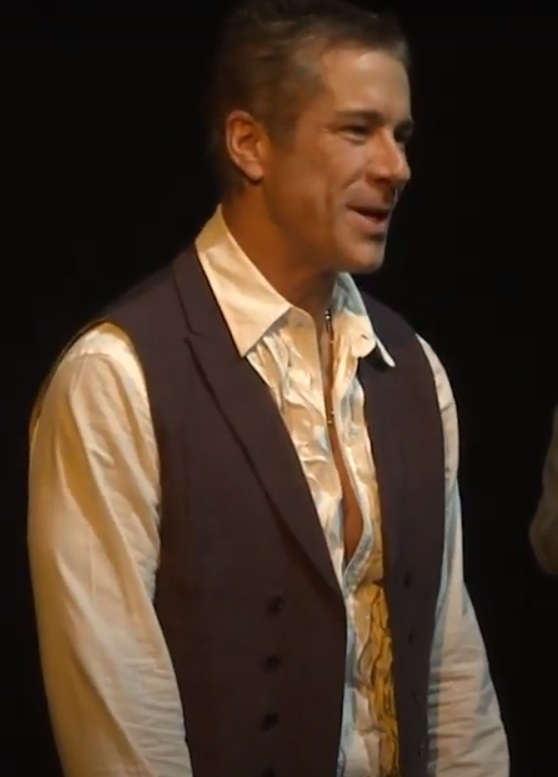
Fernando Carrillo.

  - Andrew Wood, cantante estadounidense, de la banda Mother Love Bone (f. 1990).
  - Alina Lozano, actriz colombiana.
  - Fernando Carrillo, actor venezolano.
- 7 de enero: Corrie Sanders, boxeador sudafricano (f. 2012).
- 12 de enero: 
  - Olivier Martínez, actor francés.
  - Rob Zombie, músico, cantante, artista y escritor estadounidense.
- 13 de enero: Patrick Dempsey, actor estadounidense.
- 14 de enero: 
  - Marco Hietala, músico finlandés.
  - Dan Schneider, escritor y productor estadounidense.
- 15 de enero: 
  - Esteban Arana, actor y humorista argentino (f. 1996).
  - Virginia Innocenti, actriz, autora y cantante argentina.
- 17 de enero: 
  - Stephin Merritt, cantante estadounidense, de la banda The Magnetic Fields.
  - Karim Aïnouz, cineasta, guionista y artista visual brasileño.
- 19 de enero: 
  - Stefan Edberg, tenista sueco.
  - Juan Soler, actor argentino-mexicano.
- 20 de enero: Tracii Guns, guitarrista estadounidense, de la banda Guns N' Roses.
- 22 de enero: Carlos Arreaza, actor venezolano.
- 26 de enero: Conny Aerts, profesora belga (flamenca) de astrofísica con especialización en astrosismología.
- 27 de enero: Ken Sugimori, diseñador y director artístico de Pokémon.
- 29 de enero: Romario de Souza Faría, futbolista brasileño.
- 30 de enero: Andrei Skoch, diputado del Parlamento ruso
- 31 de enero: Brian Mikkelsen, político danés.

### Febrero
- 1 de febrero: Michelle Akers, futbolista estadounidense.
- 4 de febrero: Luisa Fernanda Giraldo, actriz colombiana.
- 6 de febrero: Rick Astley, cantante británico.
- 7 de febrero: 
  - Ute Geweniger, nadadora alemana.
  - Kristin Otto, deportista y periodista alemana.
- 8 de febrero: 
  - Arantxa Aranguren, actriz española de teatro, cine y televisión,.
  - Hristo Stoichkov, futbolista búlgaro.
- 9 de febrero: 
  - Andrés Cañizález, periodista e investigador venezolano.
  - Ellen van Langen, atleta neerlandesa.
  - Silvia de Dios, actriz colombiana.
- 10 de febrero: Nicolás Montero, actor colombiano.
- 11 de febrero: Anthony Parker, jugador estadounidense de fútbol americano.
- 12 de febrero: 
  - Tuna Altınel, matemático turco.
  - Francisco Javier García Gaztelu, terrorista español.
- 17 de febrero: Quorthon (Thomas Forsberg) músico sueco, de la banda Bathory.
- 19 de febrero: 
  - Max Delupi, actor, humorista y conductor argentino.
  - Enzo Scifo, futbolista belga.
  - Miroslav Đukić, futbolista serbio.
  - Paul Haarhuis, tenista neerlandés.
- 20 de febrero: Cindy Crawford, modelo, actriz y cantante estadounidense.
- 22 de febrero: 
  - Gonçalves, futbolista brasileño.
- 24 de febrero: 
  - Alain Mabanckou, escritor congoleño.
  - Billy Zane, actor estadounidense.
- 25 de febrero: 
  - Alexis Denisof, actor estadounidense.
  - Téa Leoni, actriz estadounidense.
- 27 de febrero: 
  - Claudio Pocho Lepratti, militante social argentino, asesinado (f. 2001).
  - Donal Logue, actor canadiense.
- 28 de febrero: 
  - Paulo Futre, futbolista portugués.
  - Patrick Delmas, actor franco-colombiano.
  - Philip Reeve, escritor británico.

### Marzo

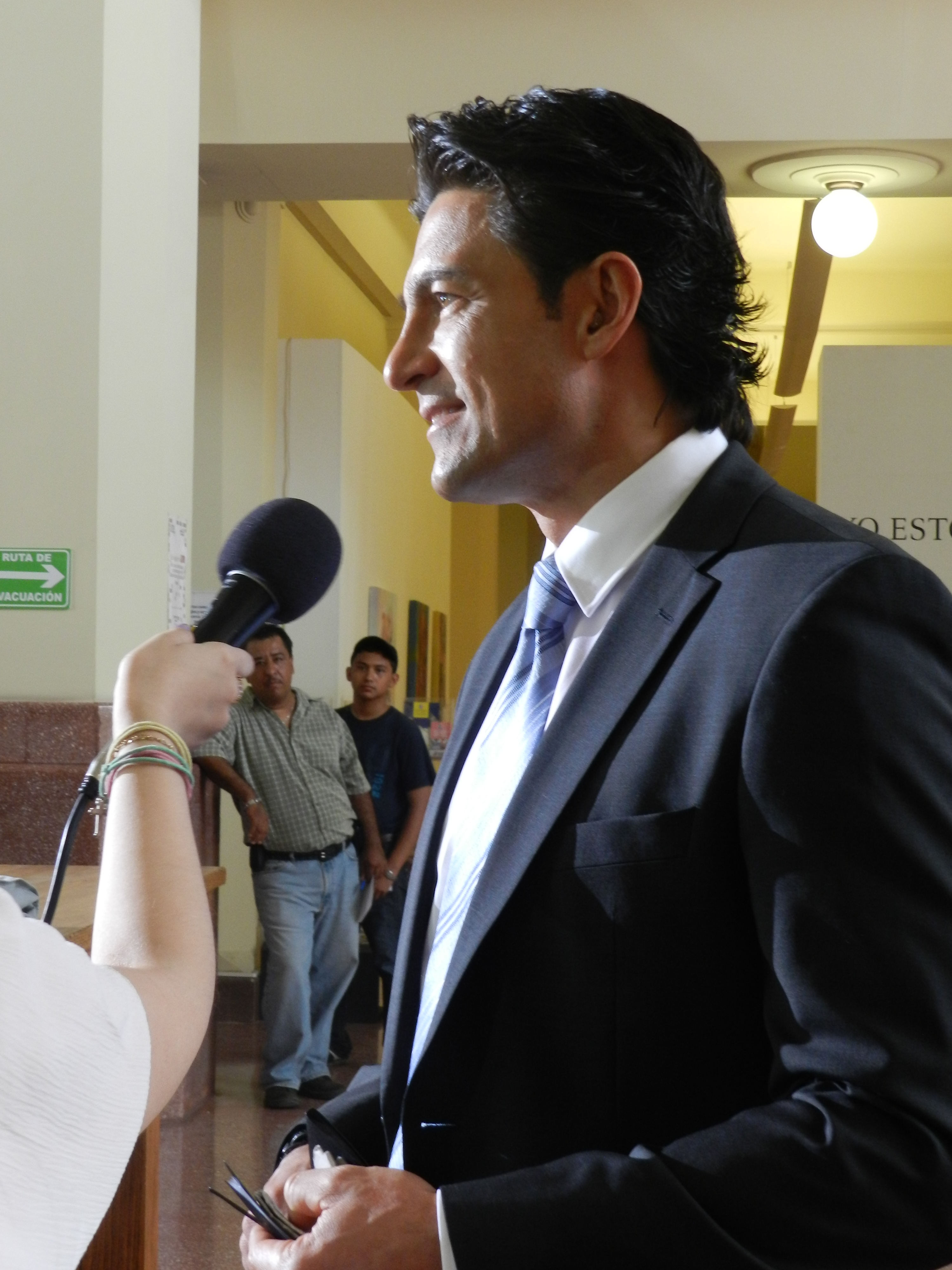
Fernando Colunga.

- 3 de marzo: Fernando Colunga, actor mexicano.
- 4 de marzo: 
  - Kevin Johnson, baloncestista estadounidense.
  - Grand Puba (Brand Nubian), rapero estadounidense.
- 5 de marzo: Michael Irvin, exjugador estadounidense de fútbol americano.
- 9 de marzo: Sherri Ann Jarvis, víctima de asesinato estadounidense (f. 1980)
- 10 de marzo: Edie Brickell, cantautora estadounidense.
- 13 de marzo: Marcial Álvarez, actor español
- 14 de marzo: Gary Anthony Williams, actor estadounidense.
- 16 de marzo: Aleta Baun, activista ecologista indonesia.
- 18 de marzo: 
  - Isidro Baldenegro, líder ecologista mexicano indígena tarahumara (f. 2017).
  - Marta Bobo, gimnasta rítmica española en los Juegos Olímpicos de Los Ángeles 1984.
  - Jerry Cantrell, guitarrista estadounidense de rock.
- 19 de marzo: José Chino Zapatera, exfutbolista y entrenador de fútbol.
- 21 de marzo: Armando Archundia, árbitro de fútbol mexicano.
- 22 de marzo: Carlos Arreaza, actor venezolano.
- 23 de marzo: 
  - Xabier Arakistain, curador independiente español y activista feminista.
  - Belén Rodríguez, periodista y colaboradora de televisión española.
- 25 de marzo: 
  - Princesita Mily, cantautora peruana de cumbia, primera vocalista del grupo musical Pintura Roja. (f. 2023).
  - Siti Aisyah Alias, investigadora polar marina malaya y conferenciante.
  - Tom Glavine, beisbolista estadounidense.
  - Jeff Healey, guitarrista, trompetista y cantante canadiense.
- 26 de marzo: 
  - Nini Flores, acordeonista y bandoneonista chamamecero argentino (f. 2016).
  - Michael Imperioli, actor estadounidense.
- 27 de marzo: Ramiro Castillo, futbolista boliviano (f. 1997).
- 28 de marzo: Høgni Hoydal, político feroés.

### Abril
- Abril: Jorge Galván Rosillo, escritor mexicano.
- 2 de abril: Teddy Sheringham, futbolista británico.
- 3 de abril: Miina Tominaga, seiyū japonesa.
- 4 de abril: Andoni Alonso, filósofo, investigador y profesor universitario español.
- 5 de abril: Rosa Alcázar, mujer especial y maravillosa.
- 8 de abril: 
  - Robin Wright, actriz estadounidense.
  - Mazinho, futbolista brasileño.
  - Mark Blundell, piloto británico de automovilismo.
- 9 de abril: 
  - Thomas Doll, futbolista y entrenador alemán.
  - Cynthia Nixon, actriz estadounidense.
  - Luis Monzón, piloto de rally español.
- 11 de abril: Lisa Stansfield, cantante británica.
- 14 de abril: 
  - André Boisclair, político canadiense.
  - David Justice, beisbolista estadounidense.
  - Greg Maddux, jugador de béisbol estadounidense.
- 15 de abril: 
  - Pedro Andreu, baterista español, de la banda Héroes del Silencio.
  - Samantha Fox, modelo, cantante y actriz británica.
  - Marisa de Lille, actriz y cantante mexicana.
- 17 de abril: Tamara Sujú, activista venezolana.
- 18 de abril: 
  - Lidia Borda, cantante argentina de tango.
  - Trine Hattestad, atleta noruega.
- 20 de abril: David Chalmers, filósofo australiano.
- 21 de abril: Segismundo de Austria-Toscana, noble italiano.
- 22 de abril: 
  - Jeffrey Dean Morgan, actor estadounidense.
  - Mariana Levy, actriz mexicana (f. 2005).
- 24 de abril: 
  - Edgar Borges, escritor venezolano.
  - Alessandro Costacurta, futbolista italiano.
  - Marisela, cantante y actriz mexicana-estadounidense.
- 25 de abril: 
  - Marcelina Bautista, activista y trabajadora del hogar mexicana.
  - Isabelle Pasco, actriz y modelo francesa.
- 26 de abril: Marcelo Barrera, músico argentino, conocido por ser el guitarrista de la banda argentina Rescate (banda).
- 27 de abril: Yoshihiro Togashi, mangaka japonés.
- 28 de abril: Jackson Galaxy, adiestrador de gatos, músico y presentador de televisión estadounidense.
- 29 de abril: Rollo Armstrong, productor discográfico, compositor y cantante británico.
- 30 de abril: 
  - Peter Outerbridge, actor canadiense.
  - José Luis Rodríguez García, ciclista español.

### Mayo
- 1 de mayo: 
  - Olaf Thon, futbolista alemán.
  - Robinson Díaz, actor colombiano.

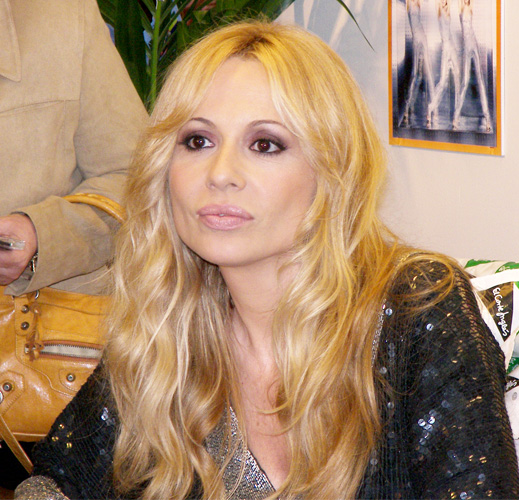
Marta Sánchez.

- 3 de mayo: Nenad Ban, bioquímico croata.
- 6 de mayo: Rocío San Miguel, abogada y activista venezolana.
- 7 de mayo: Andrea Tafi, ciclista italiano.
- 8 de mayo: 
  - Marta Sánchez, cantante española.
  - Cláudio Taffarel, portero brasileño.
- 9 de mayo: Eduardo Montealegre, político nicaragüense.
- 10 de mayo: 
  - Jonathan Edwards, atleta británico.
  - Wade Dominguez, actor, modelo, cantante y bailarín estadounidense (f. 1998).
- 11 de mayo: Christoph Schneider, músico alemán, de la banda Rammstein.
- 12 de mayo: 
  - Stephen Baldwin, actor estadounidense.
  - Bebel Gilberto, cantoutora brasileña.
  - Deborah Kara Unger, actriz canadiense.
- 14 de mayo: 
  - Damián Dreizik, actor, director teatral y guionista argentino.
  - Mike Inez, bajista estadounidense, de la banda Alice in Chains.
  - Fabrice Morvan, cantante francés, del dúo Milli Vanilli.
  - Jorge Schubert, actor y escritor argentino.
- 16 de mayo: Janet Jackson, cantante estadounidense.
- 18 de mayo: 
  - Marlon Moreno, actor colombiano.
  - Iván Hernández Dala, militar venezolano.
- 19 de mayo: Polly Walker, actriz británica.
- 20 de mayo: Ruperto Sánchez, militar venezolano
- 21 de mayo: Lisa Edelstein, actriz y guionista estadounidense.
- 23 de mayo: Luis Zahera, actor español.
- 24 de mayo: 
  - Éric Cantona, futbolista y actor francés.
  - Francisco Javier Cruz, futbolista mexicano.
  - Helena Ranaldi, actriz brasileña.

- 26 de mayo: 
  - Arturo Berned escultor español.

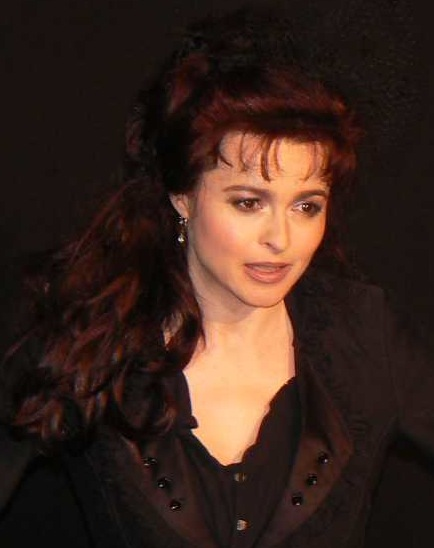
Helena Bonham Carter

  - Félix Álvarez (Felisuco), actor, humorista, presentador de televisión, empresario y político español.
  - Zola Budd, atleta sudafricana.
  - Helena Bonham Carter, actriz británica.
- 28 de mayo: 
  - Maiamar Abrodos, actriz trans y docente argentina.
  - Ashley Laurence, actriz estadounidense.
- 30 de mayo: 
  - Thomas Häßler, futbolista alemán.
  - Stephen Malkmus, cantante estadounidense, de la banda Pavement.

### Junio

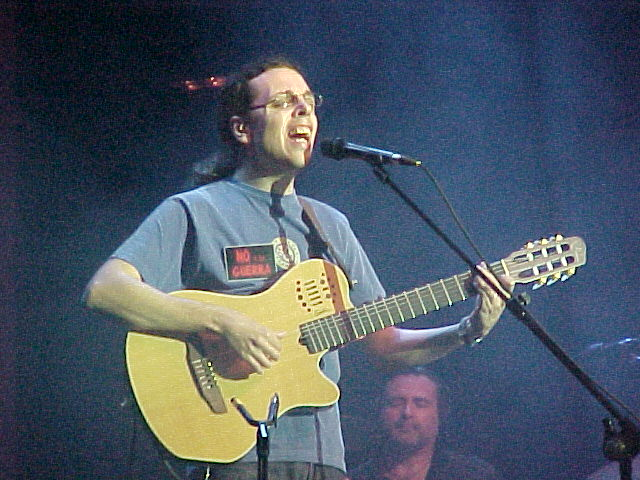
Pedro Guerra.

- 1 de junio: Iliana Calabró, actriz, conductora, comediante, vedette, cantante y escritora argentina.
- 2 de junio: Pedro Guerra, cantautor español
- 3 de junio: 
  - Wumpscut, DJ alemán.
  - Carlos Añaños, empresario peruano.
- 4 de junio: Cecilia Bartoli, mezzosoprano italiana.
- 6 de junio: 
  - Faure Gnassingbé, presidente de Togo.
  - Anthony Yeboah, futbolista ghanés.
  - Murdoc Niccals, bajista ficticio británico de la banda Gorillaz.
- 7 de junio: Lorenzo Silva, escritor español.
- 8 de junio: 
  - Julianna Margulies, actriz estadounidense.
  - Jens Kidman, músico sueco, de la banda Meshuggah.

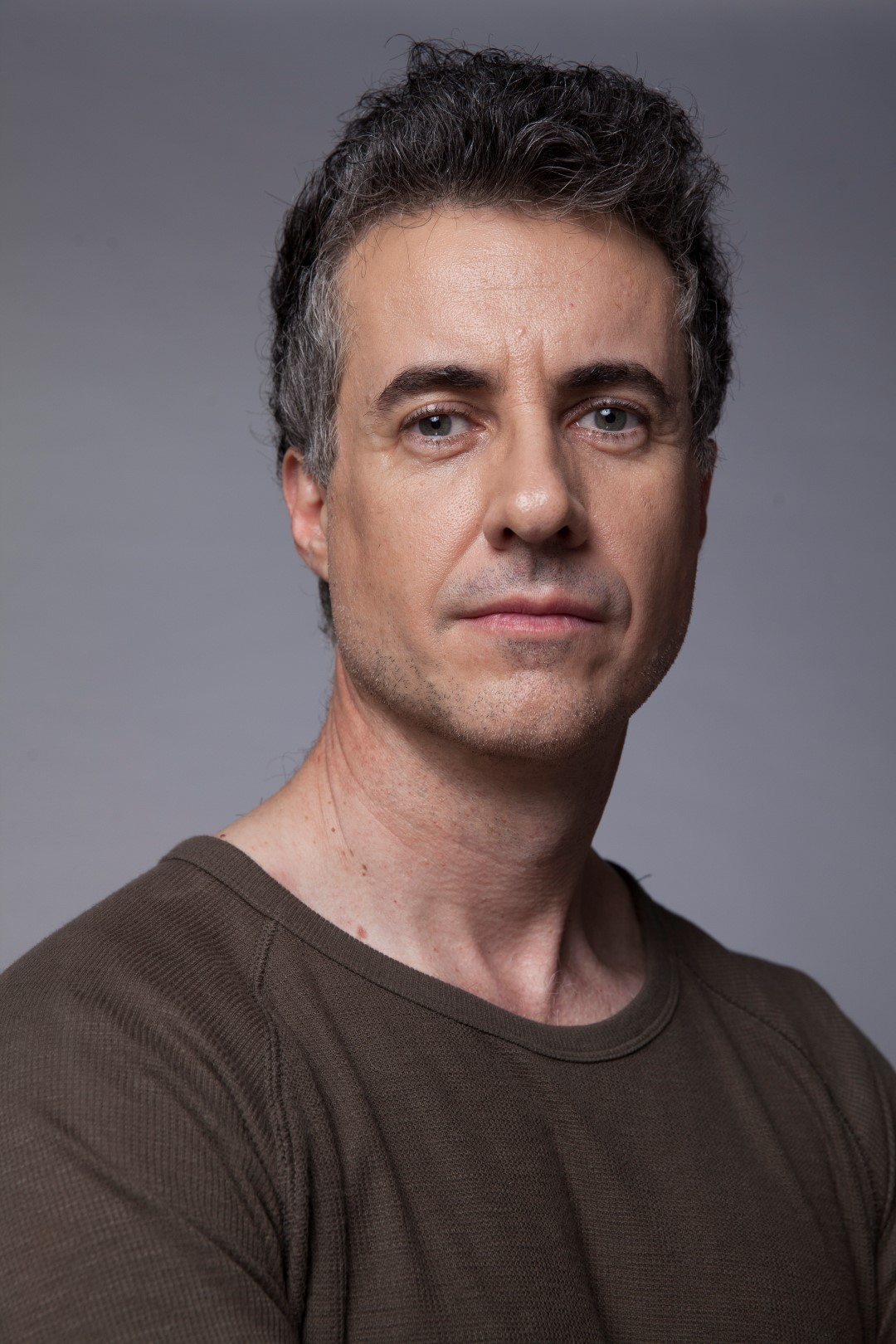
Juan Carlos Maneglia.

- 9 de junio: Juan Carlos Maneglia, director, guionista y productor de cine paraguayo.
- 10 de junio: Pedro Amorós, escritor y crítico literario español.
- 13 de junio: 
  - Luis Merlo, actor español.
  - Albeiro Usuriaga, futbolista colombiano (f. 2004).
  - Naoki Hattori, piloto de automovilismo japonés.
- 14 de junio: Matt Freeman, músico estadounidense.
- 16 de junio: 
  - Germán Martitegui, cocinero argentino.
  - Jan Železný, atleta checo.
- 17 de junio: Christy Canyon, actriz pornográfica estadounidense.
- 18 de junio: 
  - Sandy Alomar Jr., exjugador profesional de béisbol puertorriqueño.
  - Lucila Gandolfo, actriz y cantante argentina.
- 19 de junio: Diana Montoya, periodista, locutora, productora de contenidos y presentadora colombiana.
- 21 de junio: Leticia Sabater, presentadora, cantante y actriz española.
- 22 de junio: 
  - María Fernanda Callejón, actriz de cine, teatro y televisión y vedette argentina.
  - Michael Park, copiloto de rally británico (f. 2005).
  - Tomoko Maruo, actriz de voz japonesa.
- 25 de junio: Dikembe Mutombo, baloncestista congoleño.
- 27 de junio: 
  - J. J. Abrams, escritor y productor de cine y televisión británico.
  - Aigars Kalvītis, presidente de Letonia.
- 28 de junio: 
  - John Cusack, actor estadounidense.
  - Mary Stuart Masterson, actriz estadounidense.
- 30 de junio: 
  - Marton Csokas, actor neozelandés.
  - Mike Tyson, boxeador estadounidense.
  - David Venancio Muro, actor español.

### Julio
- 3 de julio: Daniel Plaza, atleta olímpico español.
- 4 de julio: Adrian Caldwell, baloncestista estadounidense.
- 5 de julio: 
  - Robert Diggs, rapero estadounidense.
  - Claudia Wells, actriz estadounidense.
  - Gianfranco Zola, futbolista italiano.
- 6 de julio: Nicky Mondellini, actriz italiana nacionalizada mexicana.

- 9 de julio: 

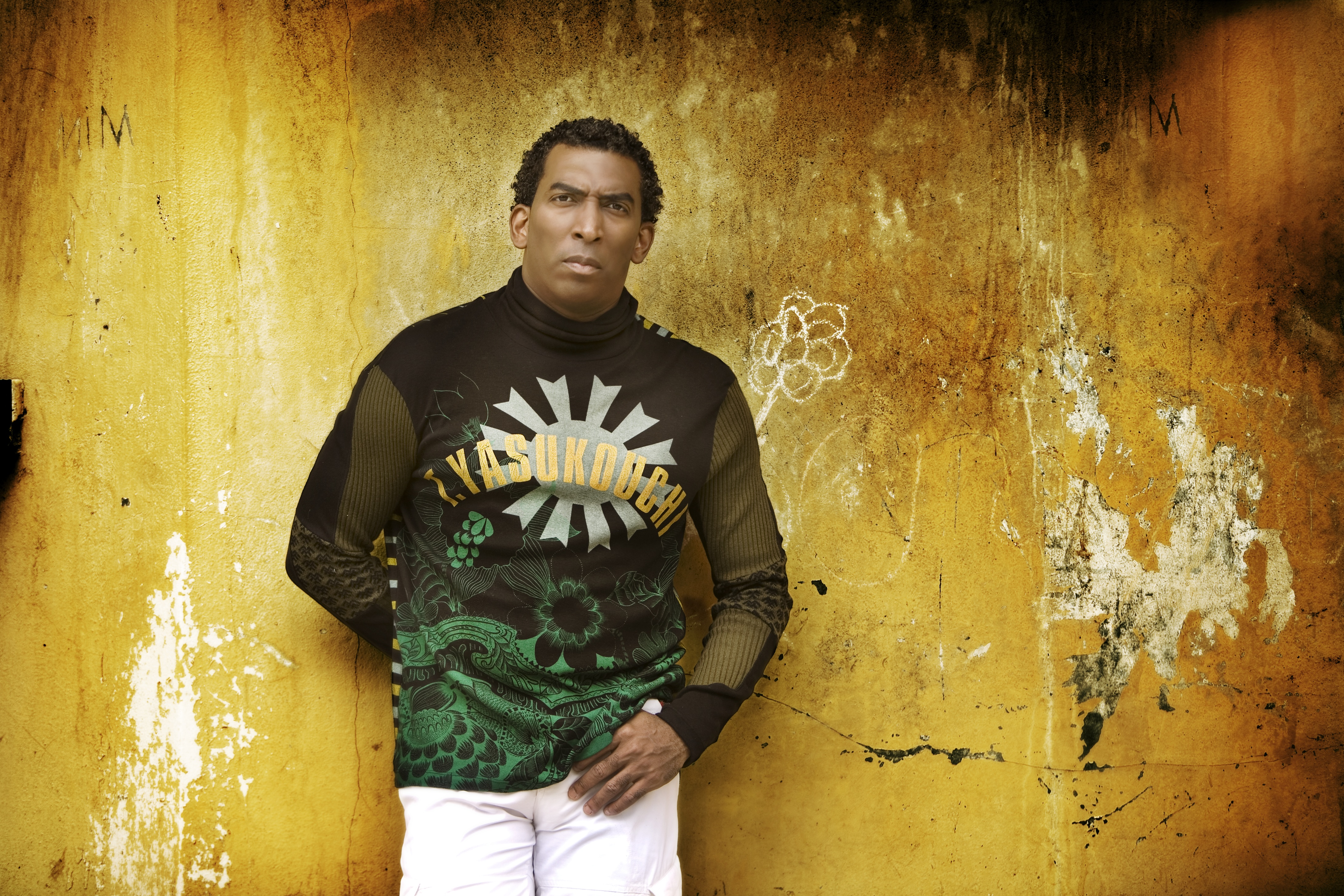
Chichi Peralta

  - Eric Melvin, músico alemán, de la banda NOFX.
  - Chichí Peralta, músico dominicano.
  - Manuel Mota, diseñador de moda español.
- 11 de julio: 
  - Mel Appleby, cantautora británica (f. 1990).
  - Nadeem Aslam, novelista británico-pakistaní.
  - Greg Grunberg, actor estadounidense.
  - Cheb Mami, cantante argelino.
- 12 de julio: 
  - Ana Torrent, actriz española.
  - Sabine Moussier, actriz mexicana de origen alemán.
- 13 de julio: 
  - David X. Cohen, escenógrafo y productor televisivo estadounidense.
  - Gerald Levert, cantante estadounidense.
- 14 de julio: 
  - Alessio Boni, actor italiano.
  - Matthew Fox, actor estadounidense.
- 15 de julio: Irène Jacob, actriz franco-suiza.
- 16 de julio: Alfredo Pasillas (Arkangel de la Muerte), luchador profesional mexicano (f. 2018).

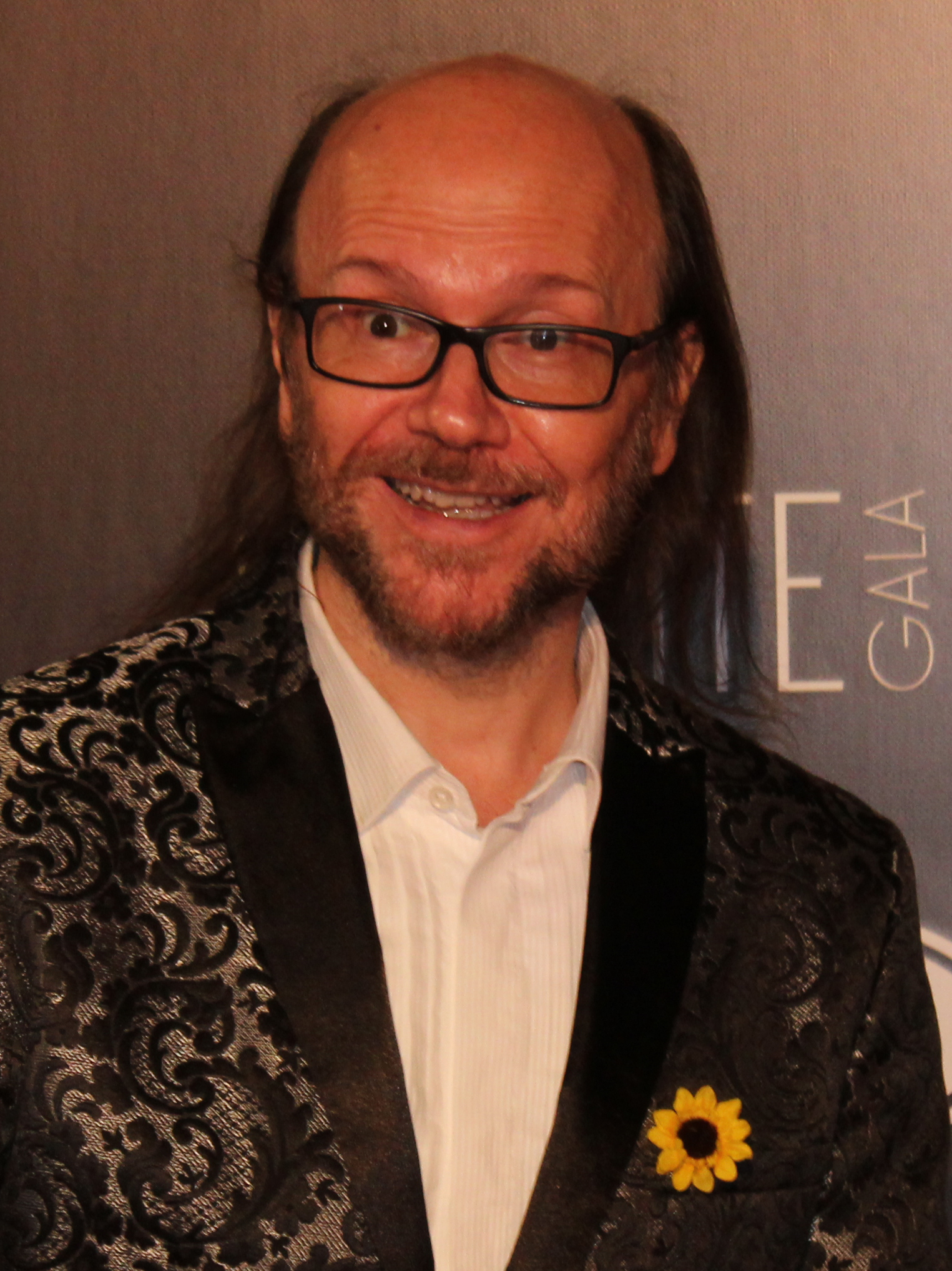
Santiago Segura

- 18 de julio: Dan O'Brien, luchador estadounidense.
- 20 de julio: Enrique Peña Nieto, político mexicano, presidente entre 2012 y 2018.
- 22 de julio: 
  - Shawn Michaels, luchador estadounidense.
  - Gustavo Bolívar, senador y escritor colombiano.
- 25 de julio: Wataru Takagi, seiyū japonés.
- 28 de julio: Miguel Ángel Nadal, futbolista español.

- 29 de julio: 

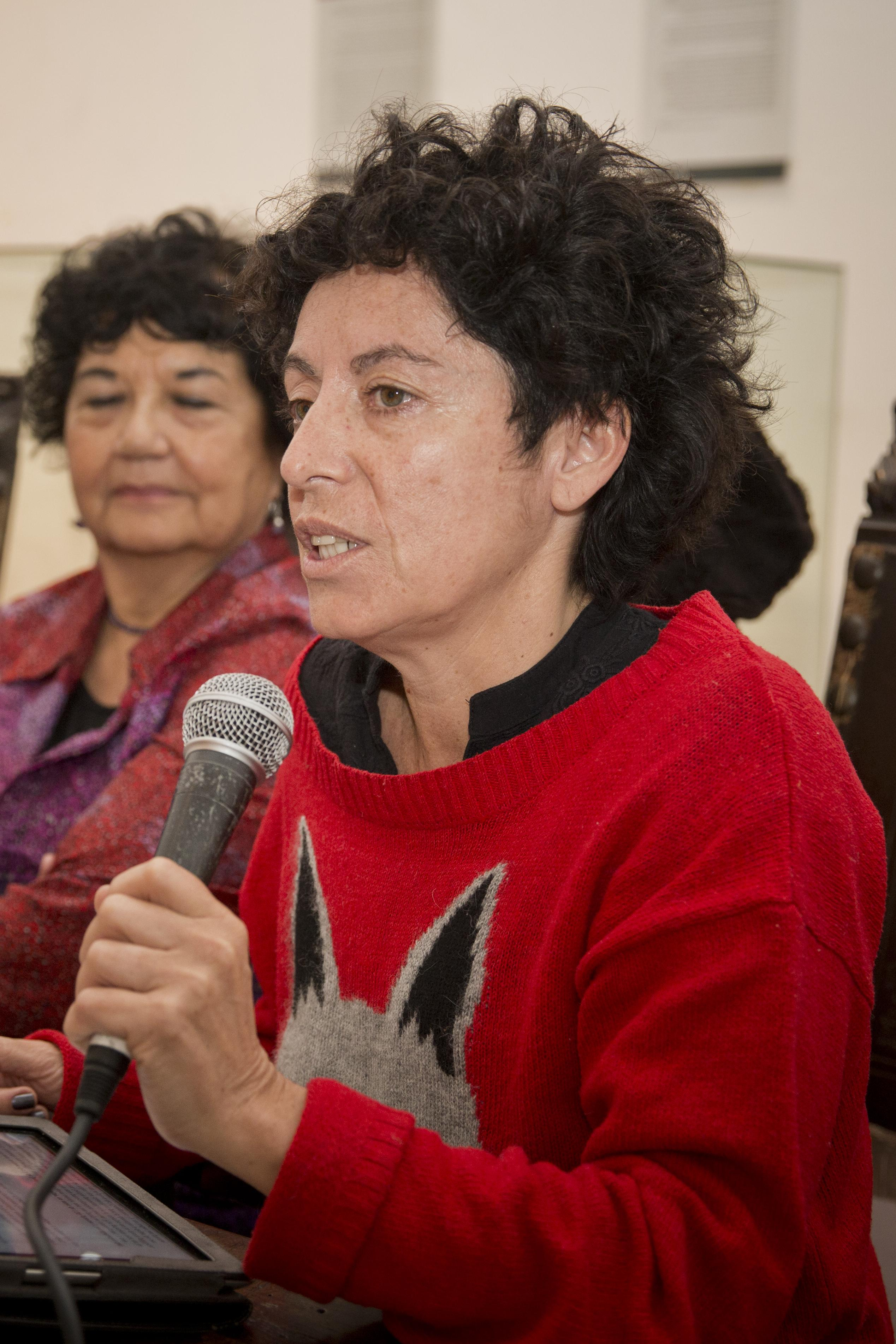
Marta Dilon

  - Marta Dillon, periodista y activista LGBT argentina.
  - Sally Gunnell, atleta olímpica británica.
  - Richard Steven Horvitz, actor de voz estadounidense.
  - Martina McBride, cantante estadounidense.
  - Juan Antonio Orenga, baloncestista español.
  - Richard Steven Horvitz, actor estadounidense de doblaje.
- 31 de julio: Dean Cain, actor estadounidense.

### Agosto
- 3 de agosto: Natalia Ramírez, actriz colombiana.
- 4 de agosto: Sara Vivas, actriz de doblaje española.
- 5 de agosto: James Gunn, director, guionista y productor de cine estadounidense.
- 6 de agosto: Joseba Andoni Agirretxea Urresti, político español.
- 7 de agosto: 
  - Jimmy Wales, fundador de Wikipedia estadounidense.
  - Patrick Aduma, actor nigeriano-argentino de cine, teatro y televisión (f. 2010).
- 10 de agosto: 
  - Udo Bölts, ciclista alemán.
  - Hansi Kürsch, cantante alemán, de la banda Blind Guardian.
- 11 de agosto: Juan Bonilla, escritor español.
- 12 de agosto: 
  - Carlos Álvarez, barítono español.
  - Les Ferdinand, futbolista británico.
- 14 de agosto: 
  - Halle Berry, actriz estadounidense.
  - Freddy Rincón, futbolista colombiano (f. 2022).
- 17 de agosto: 
  - Doug E. Fresh, músico (Beatbox).
  - Rodney Mullen, patinador de skate estadounidense.
- 18 de agosto: María Onetto, actriz argentina.
- 19 de agosto: Estéfano, cantautor, compositor y productor musical colombiano, del dúo Donato y Estéfano.
- 20 de agosto: 
  - Miguel Albaladejo, cineasta español.
  - Dimebag Darrell, guitarrista estadounidense, de las bandas Pantera y Damageplan (f. 2004).
- 22 de agosto: GZA, músico estadounidense, de la banda Wu-Tang Clans.
- 23 de agosto: Rik Smits, baloncestista neerlandés.
- 25 de agosto: 
  - Ricardo Henao, periodista deportivo colombiano.
  - Patricia Ayala, fonoaudióloga y política uruguaya.
- 26 de agosto: Shirley Manson, cantante escocesa y líder del grupo Garbage.
- 27 de agosto: René Higuita, futbolista colombiano.
- 28 de agosto: 
  - Fabián Alegre, futbolista y entrenador argentino.
  - Yōko Takahashi, cantante japonesa.
  - Julen Lopetegui, futbolista y entrenador español.
- 29 de agosto: Héctor Camps, periodista argentino (f. 2010).

### Septiembre
- 1 de septiembre: 
  - José Delgado: periodista ecuatoriano.
  - Tim Hardaway, baloncestista estadounidense.
- 2 de septiembre: 
  - Pep Blay, escritor español, guionista, periodista de música.
  - Salma Hayek, actriz y productora mexicana.
  - Olivier Panis, piloto de automovilismo francés.
- 4 de septiembre: Yanka Dyagileva, cantante rusa.
- 6 de septiembre: Eduardo Maruri, político y empresario ecuatoriano.
- 8 de septiembre: Carola Häggkvist, cantante sueca.
- 9 de septiembre:
  - David Bennent, actor suizo.
  - Juan Claudio Burgos Droguett, actor y dramaturgo chileno.
  - Adam Sandler, actor, comediante, productor y compositor estadounidense.
- 10 de septiembre: 
  - Evelio Arias Ramos, actor y comediante mexicano (f. 2008).
  - Jordi Tarrés, piloto español de trial, hepta-campeón del mundo.

- 11 de septiembre: 

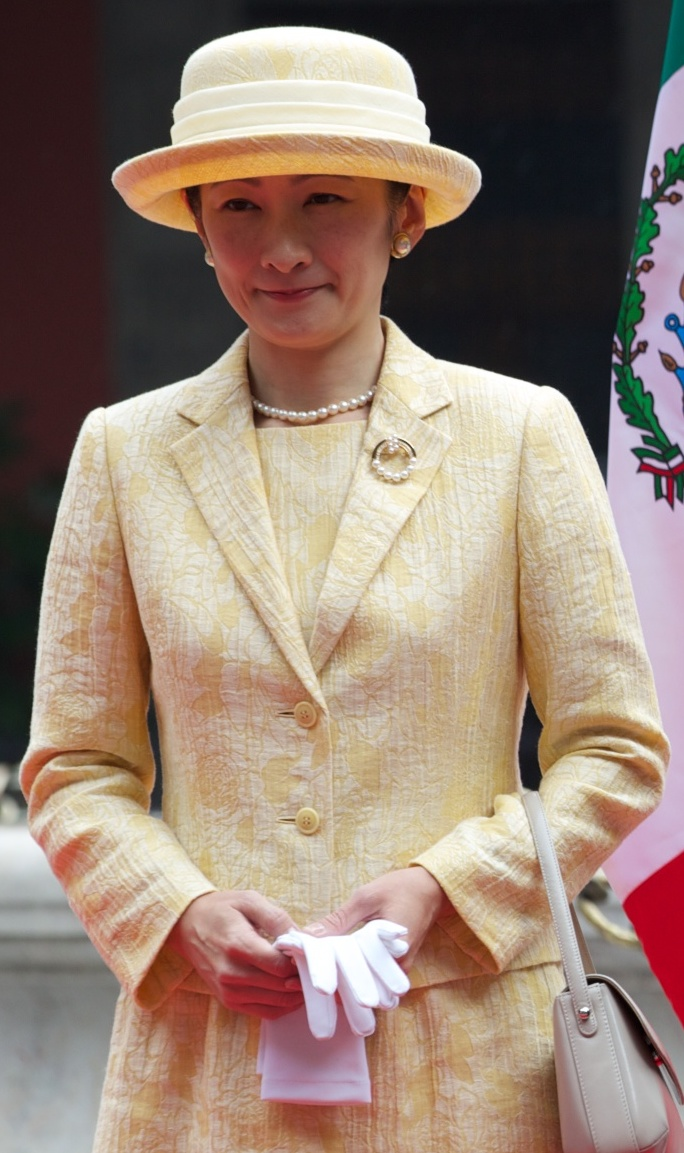
Kiko de Akishino

  - Kiko de Akishino, princesa japonesa.
- 12 de septiembre: 
  - Anousheh Ansari, ingeniera iraní-estadounidense.
  - Ben Folds, cantante y pianista estadounidense.
  - Malu Mader, actriz brasileña.
- 13 de septiembre: 
  - La Barby (Leonardo Veterale), drag queen, humorista, presentador de televisión y cantante argentino.
  - María Alejandra Díaz, abogada venezolana.
  - Francine Gálvez, periodista y presentadora española.
- 14 de septiembre: 
  - Mike Cooley, guitarrista estadounidense.
  - Carlos Fuentealba, maestro argentino asesinado por la policía (f. 2007).
- 15 de septiembre: 
  - Luis Andaur, periodista y aventurero chileno.
  - Dejan Savićević, futbolista yugoslavo.
- 16 de septiembre: 
  - Juan Pablo Ballester, artista cubano especializado en pintura, fotografía e instalación.
  - Raúl Magaña, actor, modelo y conductor mexicano.
  - Kevin Young, atleta estadounidense.
- 18 de septiembre: 
  - Luis Bagatolli, científico argentino.
  - Gabino Diego, actor español.
  - Luis Florido, político venezolano.
- 20 de septiembre: Maite Delgado, presentadora, actriz y exmodelo venezolana.
- 21 de septiembre: Tab Ramos, futbolista estadounidense.
- 22 de septiembre: 
  - Erdogan Atalay, actor alemán.
  - Nelson Tapia, futbolista chileno.
  - Martín de Francisco, actor, locutor y presentador colombiano.
- 23 de septiembre: Juan Carlos Argüello Garzo (Muelle), escritor de grafiti español (f. 1995).
- 27 de septiembre: Jovanotti, cantante rapero italiano.
- 28 de septiembre: Maria Canals-Barrera, actriz estadounidense.

### Octubre

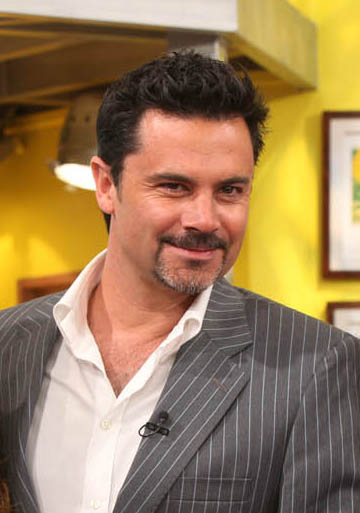
Felipe Camiroaga.

- 1 de octubre: George Weah, futbolista y político liberiano.
- 2 de octubre: 
  - Juan Carlos Tolosa, compositor, director y pianista argentino.
  - Rodney Anoai, campeón de WWF, Yokozuna (f. 2000).
- 5 de octubre: 
  - Geli Albadalejo, actriz y directora de casting española (f. 2021).
  - Terri Runnels, luchadora profesional estadounidense.
- 6 de octubre: 
  - Fito Cabrales, músico español.
  - Tommy Stinson, bajista estadounidense.
- 7 de octubre: Gorka Aguinagalde, actor, humorista y cantante español.
- 8 de octubre: 
  - Felipe Camiroaga, presentador de televisión chileno (f. 2011).
  - Karyn Parsons, actriz estadounidense.
- 9 de octubre: David Cameron, primer ministro británico.
- 10 de octubre: 
  - Tony Adams, futbolista británico.
  - Luis Dorante, beisbolista y entrenador venezolano.

- 11 de octubre: 

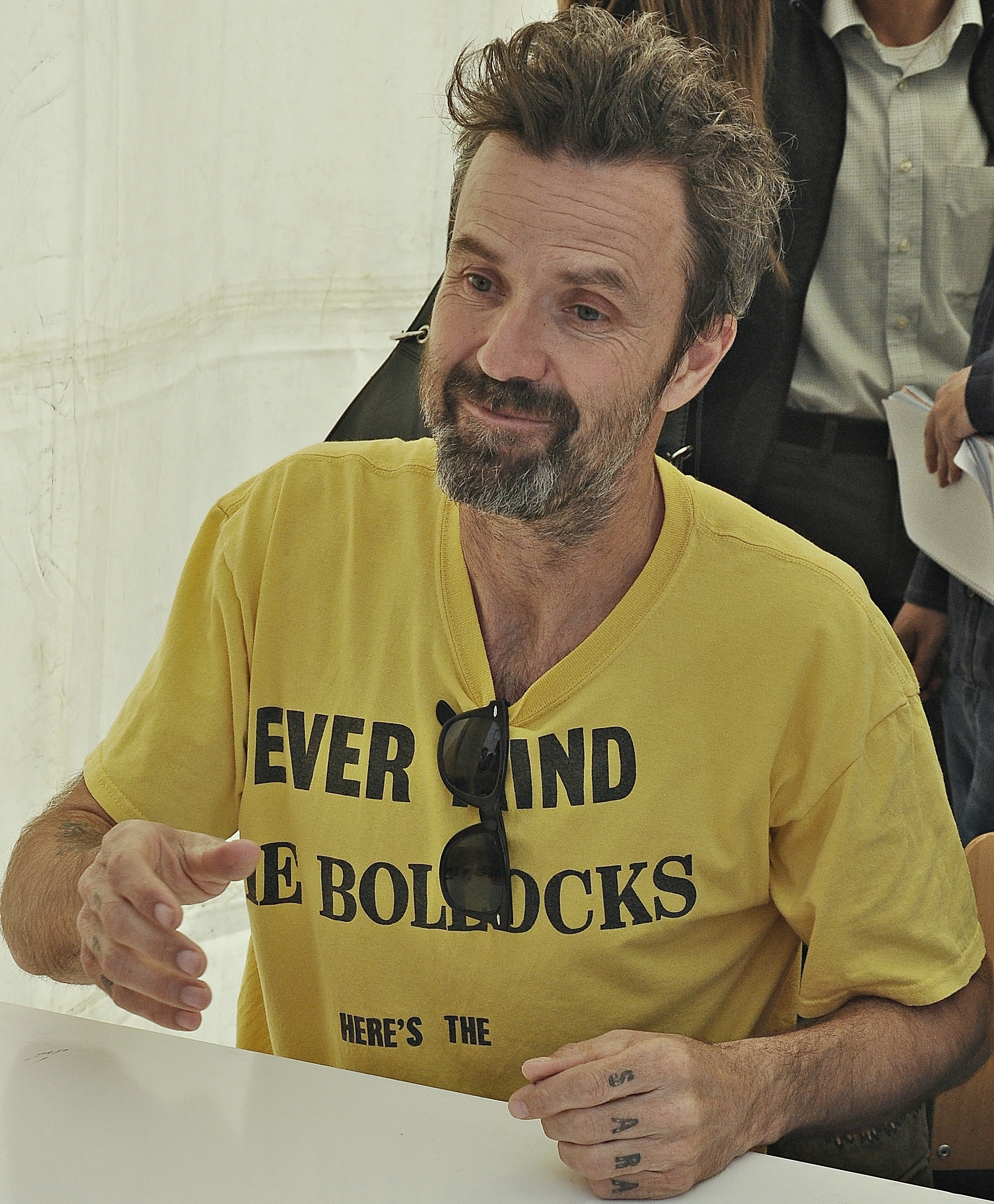
Pau Donés.

  - Luke Perry, actor estadounidense (f. 2019).
  - Pau Donés, cantante español, líder de la banda Jarabe de Palo (f. 2020).
- 12 de octubre: 
  - Brian Kennedy, músico y escritor irlandés.
  - Carlos Bernard, actor estadounidense.
- 13 de octubre: José Ángel Llamas, actor mexicano.
- 15 de octubre: Jorge Campos, comentarista y exfutbolista mexicano.
- 19 de octubre: Jon Favreau, cineasta, actor y guionista estadounidense.
- 20 de octubre: Stefan Raab, estrella de comedias, presentador y productor de televisión alemán.

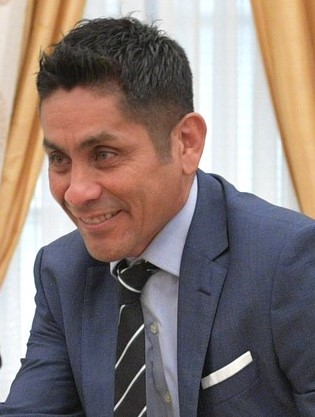
Jorge Campos.

- 21 de octubre: Lucía Caram, monja dominica, cocinera, escritora y locutora argentina.
- 23 de octubre: Alessandro Zanardi, piloto italiano.
- 24 de octubre: Roman Abramóvich, magnate soviético del petróleo y gobernador de la región Chukotka.
- 26 de octubre: Elena Benítez, taekwondista española.
- 29 de octubre: 
  - Danilo Anderson, jurista y ambientalista venezolano.
  - Adriana Vignoli, artista y escenógrafa argentina (f. 2013).
- 30 de octubre: Carmen Borrego, directora y colaboradora de programas de televisión española.

### Noviembre
- 2 de noviembre: David Schwimmer, actor estadounidense (de la serie televisiva Friends).
- 4 de noviembre: Sergio Sendel, actor mexicano.

- 6 de noviembre: 

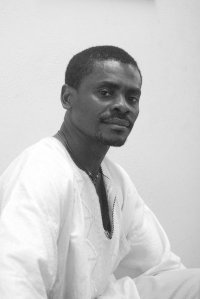
Juan Tomás Ávila Laurel

  - Paul Gilbert, músico estadounidense.
  - Laurent Lafforgue, matemático francés.
  - Christian Lorenz, músico alemán, de la banda Rammstein.
  - Juan Tomás Ávila Laurel, escritor ecuatoguineano.
- 8 de noviembre: Gordon Ramsay, chef británico.
- 10 de noviembre: Vanessa Angel, actriz y modelo inglesa.
- 11 de noviembre: 
  - Khadija al-Salami, directora y productora de cine yemení.
  - Benedicta Boccoli, actriz italiana.
- 16 de noviembre: Coral Bistuer, taekwondista española.
- 17 de noviembre: 
  - Jeff Buckley, cantante y guitarrista estadounidense (f. 1997).
  - Sophie Marceau, actriz francesa.
- 18 de noviembre: Jorge Camacho Cordón, poeta en esperanto y en español.
- 19 de noviembre: Gail Devers, atleta estadounidense.
- 21 de noviembre: Troy Aikman, exjugador estadounidense de fútbol americano.
- 23 de noviembre: Vincent Cassel, actor francés (Irreversible, Ríos color púrpura).
- 24 de noviembre: Juan Pablo Gamboa, actor colombiano.
- 25 de noviembre: Tim Armstrong, músico estadounidense.
- 29 de noviembre: 
  - Marcelo Birmajer, escritor y guionista argentino.
  - John Bradshaw Layfield, luchador estadounidense.
- 30 de noviembre: Mika Salo, piloto finlandés de Fórmula 1.

### Diciembre
- 1 de diciembre: 
  - Andrew Adamson, cineasta neozelandés.
  - Larry Walker, beisbolista canadiense.
- 2 de diciembre: Byron Irvin, baloncestista estadounidense.
- 5 de diciembre: 
  - Antonio Briceño, fotógrafo venezolano.
  - Nekane Balluerka, profesora española de psicología de la Universidad del País Vasco.
  - Patricia Kaas, cantante francesa.
- 7 de diciembre: 
  - C. Thomas Howell, actor estadounidense.
  - Linn Ullmann, periodista y escritor noruego.

- 8 de diciembre: 
  - Matt Adler, actor estadounidense.

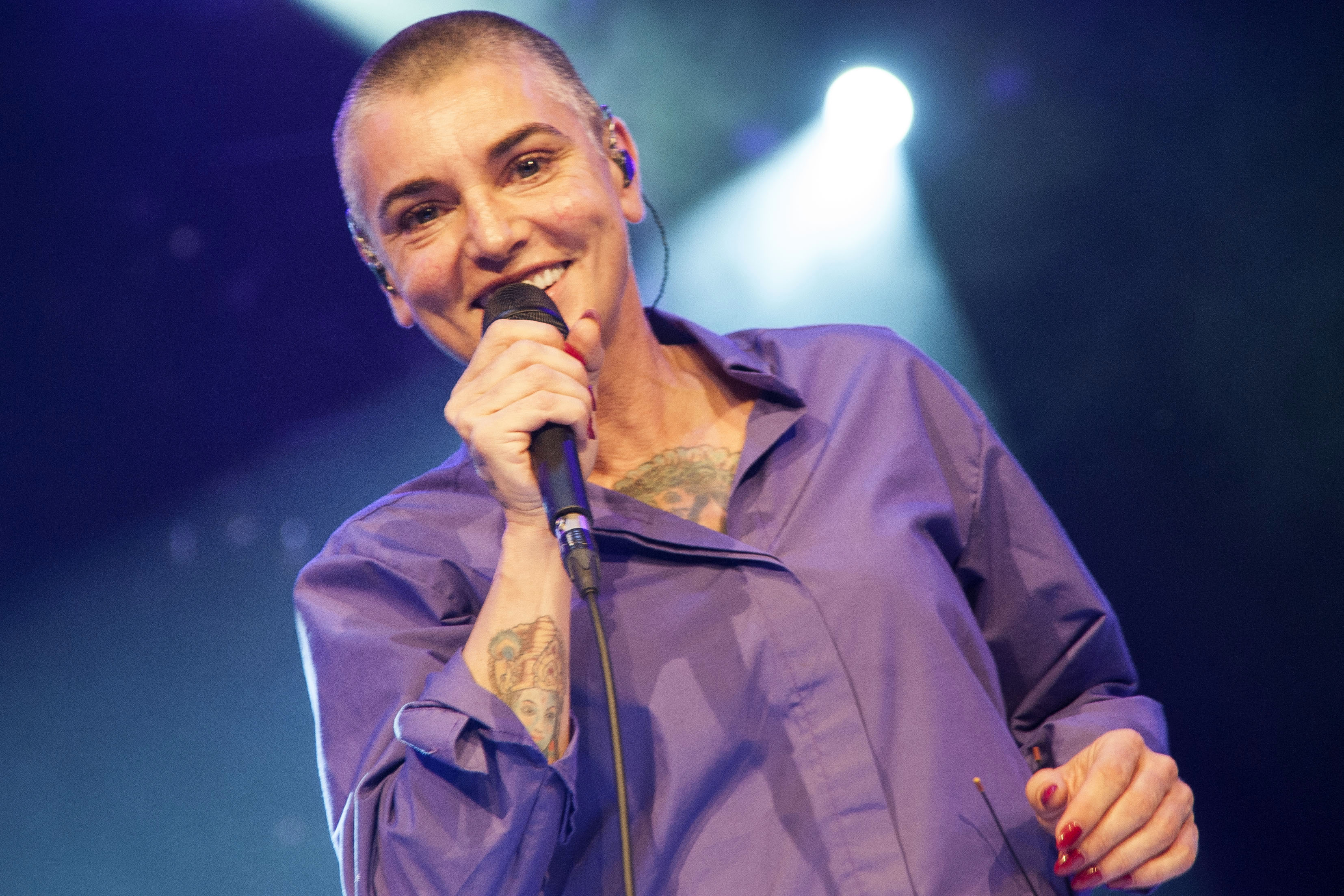
Sinéad O'Connor

  - Rim Banna, cantante, compositora y arreglista árabe-israelí de origen palestino (f. 2018).
  - Bushwick Bill, rapero jamaicano-estadounidense (f. 2019).
  - Carmen Crespo, política española.
  - Les Ferdinand, futbolista inglés.
  - Dover Kosashvili, director de cine georgiano.
  - Matthew Labyorteaux, actor estadounidense.
  - Tyler Mane, actor y luchador profesional canadiense.
  - Walter Meza, cantante argentino.
  - Sinéad O'Connor, cantante irlandesa (f. 2023).
  - Hope Powell, futbolista inglesa.
  - Zhou Xiuhua, remera china.
  - Junichi Kikuta, ciclista japonés.
  - Wiebren Veenstra, ciclista neerlandés.
- 11 de diciembre: Gary Dourdan, actor estadounidense.
- 12 de diciembre: 
  - Yoshihiro Asai, luchador profesional japonés.
  - Royce Gracie, luchador profesional de artes marciales mixtas brasileño.
- 13 de diciembre: Didier van der Hove, actor belga.

- 14 de diciembre: 

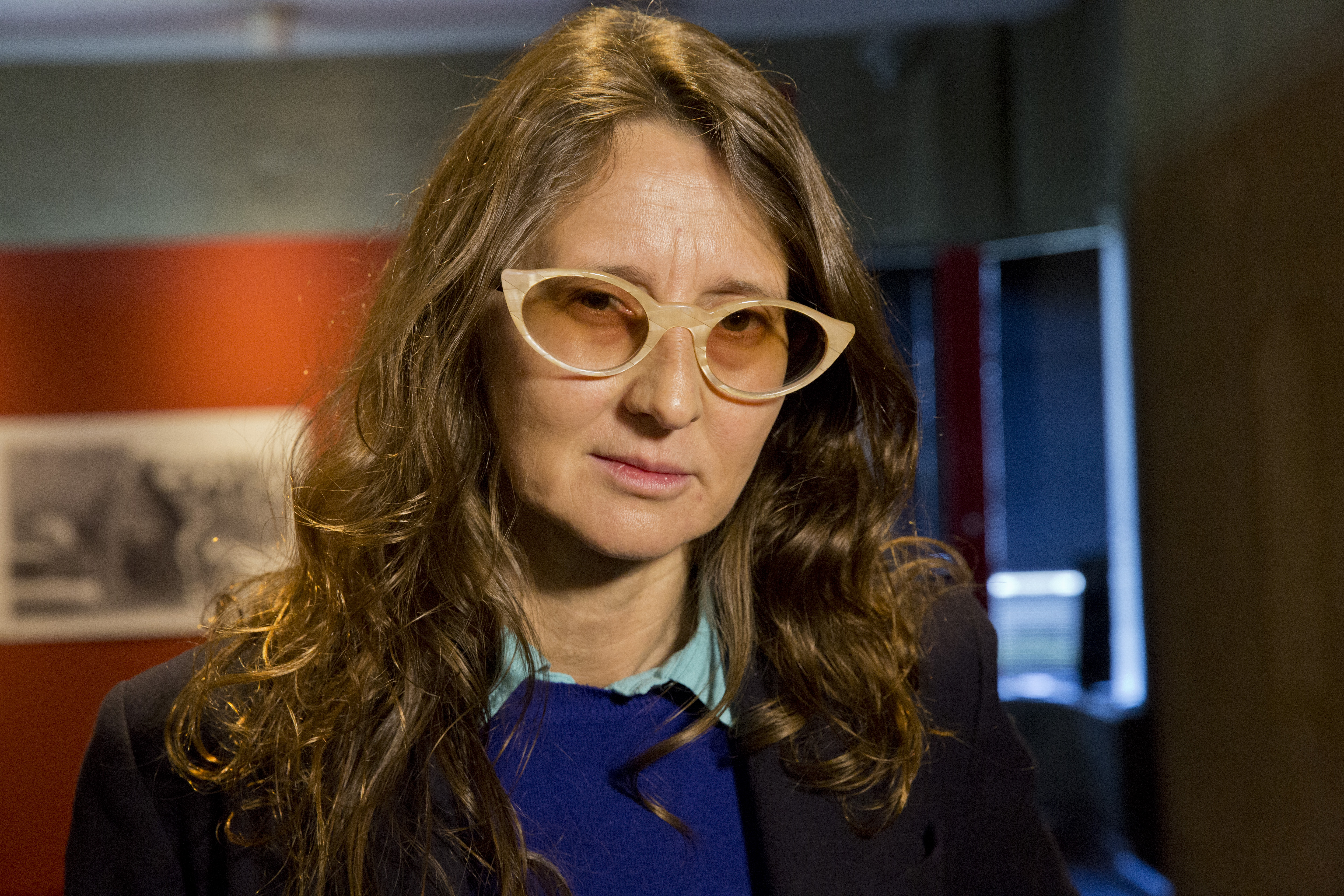
Lucrecia Martel

  - Lucrecia Martel, directora de cine argentina.
  - Helle Thorning-Schmidt, político danés.
- 16 de diciembre: Carme Adán, filósofa, ensayista, profesora y política española.
- 18 de diciembre: Marvin Alexander, baloncestista estadounidense.
- 19 de diciembre: 
  - Alberto Tomba, esquiador italiano.
  - Robert MacNaughton, actor estadounidense.
- 20 de diciembre: Yumi Tōma, seiyu japonesa.
- 21 de diciembre: Kiefer Sutherland, actor canadiense.
- 22 de diciembre: 
  - Dmitri Bilozérchev, gimnasta artístico ruso tres veces campeón olímpico, y ocho veces campeón del mundo.
  - Alejandro Martínez, actor colombiano.
- 23 de diciembre: 
  - Magdalena Amenábar Folch, soprano y académica chilena.
  - Badi Assad, guitarrista, cantante, percusionista y compositora brasileña.
  - Óscar Borda, actor colombiano.
  - Cláudia Raia, actriz, cantante y bailarina brasileña.
- 24 de diciembre: Diedrich Bader, actor estadounidense.
- 25 de diciembre: Mauro Picotto, DJ italiano.
- 27 de diciembre: Bill Goldberg, psicólogo, jugador retirado de fútbol americano y luchador profesional estadounidense.
- 28 de diciembre: 
  - Kaliopi, cantante macedonia.
  - Giulia Gam, actriz brasileña.
- 29 de diciembre: Dexter Holland, músico estadounidense, de la banda The Offspring.
- 30 de diciembre: 
  - Belén Bengoetxea, investigadora arqueóloga española y profesora de la Universidad del País Vasco.
  - Bennett Miller, cineasta estadounidense.
- 31 de diciembre: Ricky Espinosa, músico argentino, líder de Flema y Flemita (f. 2002).

### Fechas desconocidas

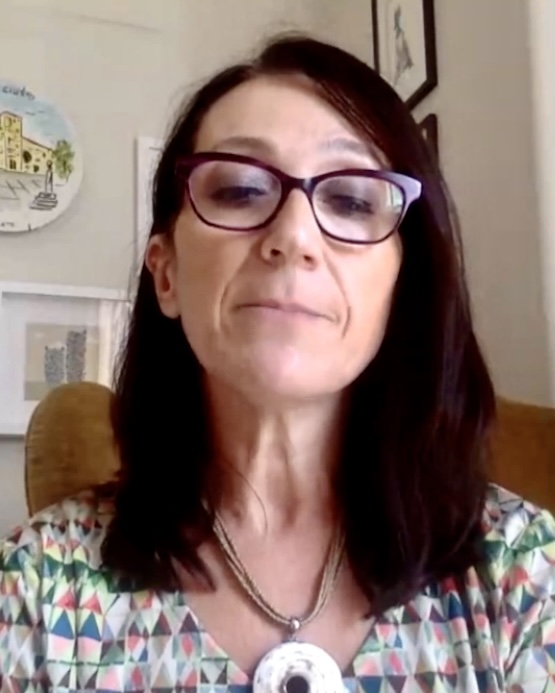
Elena Bottazzi

- Najm Allal, cantante, guitarrista y compositor saharaui en español.
- María Gabriela Almirón,  actriz, titiritera y activista por los derechos humanos argentina (f. 2011).
- Aqeela Asifi, maestra y profesora afgana.
- Elena Bottazzi, científica microbióloga hondureña, nacida en Italia.
- Robert Carmona-Borjas, abogado, académico y escritor venezolano.
- Don Mario (Daniel Rendón Herrera), narcotraficante colombiano.
- Victor Ku, empresario y multimillonario chino.

## Fallecimientos

### Enero
- 1 de enero: Vincent Auriol, político francés, presidente entre 1946 y 1954 (n. 1884).
- 3 de eneroː Marguerite Higgins, periodista y corresponsal de guerra estadounidense (n. 1920)
- 11 de enero: Alberto Giacometti, escultor y pintor suizo (n. 1901).
- 11 de enero: Hannes Kolehmainen, atleta finlandés (n. 1889).
- 14 de enero: Barry Fitzgerald, actor irlandés (n. 1888).
- 14 de enero: Curt Backeberg, botánico alemán (n. 1894).
- 14 de enero: Serguéi Pavlóvich Koroliov, ingeniero ruso (n. 1906).
- 15 de enero: Abubakar Tafawa Balewa, político nigeriano, primer ministro de Nigeria (1957-1966) (n. 1912).
- 22 de enero: Herbert Marshall, actor británico (n. 1890).

### Febrero
- 1 de febrero: Buster Keaton, actor, escenógrafo y cineasta estadounidense (n. 1895).
- 1 de febrero: Alfonso Peña Boeuf, ingeniero de caminos y político español (n. 1888).
- 12 de febrero: Wilhelm Röpke, economista alemán (n. 1899).
- 12 de febrero: Elio Vittorini, escritor italiano (n. 1908).
- 13 de febrero: Marguerite Long, pianista francesa.
- 15 de febrero: Camilo Torres Restrepo, sacerdote, teólogo, sociólogo y guerrillero colombiano (n. 1929).
- 17 de febrero: Hans Hofmann, pintor alemán (n. 1880).
- 18 de febrero: Robert Rossen, guionista, cineasta y productor estadounidense (n. 1908).
- 20 de febrero: Chester William Nimitz, militar estadounidense (n. 1885).
- 26 de febrero: Gino Severini, pintor italiano (n. 1883).

### Marzo

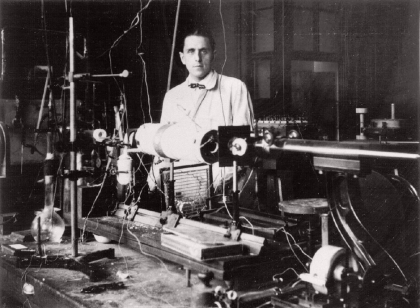
Fritz G. Houtermans.

- 1 de marzo: Fritz G. Houtermans, físico alemán (n. 1903).
- 3 de marzo: Alice Pearce, actriz estadounidense (n. 1917).
- 5 de marzo: Anna Andreievna Ajmátova, escritora y poetisa rusa (n. 1889).
- 6 de marzo: Charles Francis Buddy, obispo católico estadounidense (n. 1887).
- 10 de marzo: Frits Zernike, físico neerlandés, premio Nobel de Física (n. 1888).
- 15 de marzo: Abe Saperstein, empresario estadounidense (n. 1902).
- 28 de marzo: Ramón María Aller Ulloa, astrónomo español.

### Abril
- 1 de abril: Flann O'Brien, escritor y humorista irlandés (n. 1911).
- 2 de abril: Cecil Scott Forester, escritor y periodista inglés (n. 1899).
- 10 de abril: Evelyn Waugh, novelista satírico británico (n. 1903).
- 13 de abril: Carlo Carrà, pintor fascista italiano.
- 13 de abril: Georges Duhamel, escritor francés (n. 1884).

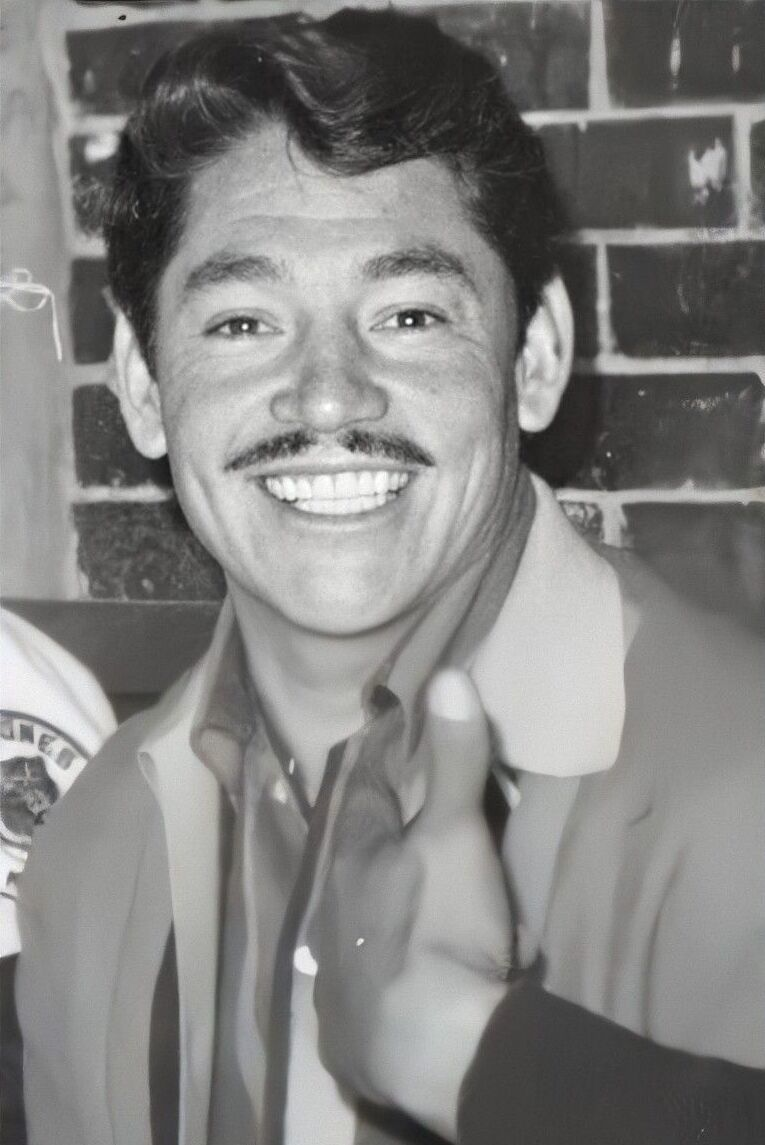
Javier Solís

- 19 de abril: Javier Solís, cantante mexicano (n. 1931).
- 24 de abril: Josef Dietrich, militar nazi alemán (n. 1892).

### Mayo
- 3 de mayo: Concepción Castella de Zavala, escritora española (n. 1889).
- 15 de mayo: Maximiliano Hernández Martínez, militar salvadoreño (n. 1882).
- 15 de mayo: Venceslau Brás, presidente de Brasil (n. 1868).
- 17 de mayo: Felix Steiner, militar alemán (n. 1896).
- 19 de mayo: Alirio Ugarte Pelayo, político, periodista, diplomático y abogado venezolano (n. 1923).
- 30 de mayo: Wäinö Aaltonen, escultor finlandés (n. 1894).

### Junio
- 7 de junio: Jean Arp, escultor, pintor y poeta germano-francés (n. 1886).
- 12 de junio: Hermann Scherchen, director de orquesta alemán (n. 1891).
- 19 de junio: Ed Wynn, actor estadounidense (n. 1886).
- 20 de junio: Georges Lemaître, sacerdote católico, astrónomo, físico y astrofísico belga (n. 1894).[5]
- 27 de junio: Arthur Waley, sinólogo británico (n. 1889).
- 30 de junio: Giuseppe Farina, piloto italiano de automóviles (n. 1906).

### Julio
- 5 de julio: George de Hevesy, químico húngaro, premio Nobel de Química en 1943 (n. 1885).
- 10 de julio: Malvina Hoffman, escultora estadounidense.
- 12 de julio: Daisetz Teitaro Suzuki, escritor japonés (n. 1870).
- 13 de julio: Victorio Macho, escultor español.
- 18 de julio: Bobby Fuller, cantante y guitarrista de rock estadounidense (n. 1942).
- 21 de julio: Philipp Frank, filósofo, físico y matemático austriaco (n. 1884).
- 23 de julio: Montgomery Clift, actor estadounidense (n. 1920).
- 29 de julio: Edward Gordon Craig, actor, cineasta y escenógrafo inglés (n. 1872).
- 31 de julio: Bud Powell, pianista estadounidense (n. 1924).
- 31 de julio: Alexander von Falkenhausen, militar alemán (n. 1878).

### Agosto
- 6 de agosto: Cordwainer Smith, escritor estadounidense (n. 1913).
- 17 de agosto: Ken Miles, piloto de automovilismo británico (n. 1918).
- 24 de agosto: Tadeusz Komorowski, militar polaco (n. 1895).
- 31 de agosto: Rocky Marciano, boxeador estadounidense (n. 1923).

### Septiembre
- 3 de septiembre: Cécile Sorel, actriz francesa.
- 6 de septiembre: 
  - Margaret Sanger, activista estadounidense (n. 1879).
  - Hendrik Frensch Verwoerd, sociólogo y político neerlandés (n. 1901).
- 8 de septiembre: John Taylor, piloto de automovilismo británico (n. 1933).
- 12 de septiembre: Santiago Pampillón, activista estudiantil y obrero argentino.
- 14 de septiembre: Cemal Gürsel, presidente de Turquía (n. 1895).
- 17 de septiembre: Fritz Wunderlich, tenor lírico alemán (n. 1930).
- 21 de septiembre: Paul Reynaud, político francés.
- 28 de septiembre (según otros, el 22): André Bretón, poeta y escritor francés (n. 1896).

### Octubre
- 4 de octubre: Heitor dos Prazeres, compositor, cantante y pintor brasileño (n. 1898).
- 8 de octubre: Célestin Freinet, pedagogo francés (n. 1896).
- 10 de octubre: Otto Pankok, pintor, dibujante y escultor alemán (n. 1893).
- 10 de octubreː Charlotte Cooper, tenista británica (n. 1870)
- 13 de octubre: Clifton Webb, actor estadounidense (n. 1889).
- 17 de octubre: Cléo de Mérode, bailarín clásico francés (n. 1875).
- 17 de octubre: Wieland Wagner, director de ópera y escenógrafo alemán (n. 1917).
- 18 de octubre: Elizabeth Arden, cosmetóloga y empresaria canadiense (n. 1878).

### Noviembre
- 2 de noviembre: Petrus Josephus Wilhelmus Debye (82), físico y químico neerlandés, premio Nobel de Química en 1936 (n. 1884).
- 2 de noviembre: Mississippi John Hurt, guitarrista y cantante de blues (n. 1893).
- 5 de noviembre: Dietrich von Choltitz, general alemán, comandante nazi de París en 1944 (n. 1894).
- 23 de noviembre: Alvin Langdon Coburn, fotógrafo estadounidense (n. 1882).
- 24 de noviembre: Ramón Amaya Amador, autor hondureño (n.1916).

### Diciembre
- 2 de diciembre: Luitzen Egbertus Jan Brouwer, matemático neerlandés (n. 1881).
- 5 de diciembre: Sylvère Maes, ciclista belga (n. 1909).
- 6 de diciembre: Juan Natalicio González, presidente de Paraguay (n. 1897).
- 15 de diciembre: Walt Disney, dibujante, caricaturista, animador y productor de películas estadounidense (n. 1901).
- 23 de diciembre: Heimito von Doderer, escritor austriaco (n. 1896).
- 24 de diciembre: Gaspar Cassadó, violonchelista español (n. 1897).
- 27 de diciembre: Guillermo Stábile, futbolista argentino (n. 1906).

Sin fecha conocida
- Arturo Iglesias Paiz, militar argentino, gobernador de Formosa (n. 1899).

## Arte y literatura
- 6 de enero: Vicente Soto obtiene el premio Nadal por su novela La zancada.
- 16 de febrero: en La Habana (Cuba), José Lezama Lima publica su novela Paradiso.
- Chinua Achebe: Un hombre del pueblo.
- Isaac Asimov: Fantastic Voyage.
- Truman Capote: A sangre fría.
- Agatha Christie: La tercera muchacha.
- Shūsaku Endō: Silencio.
- Ian Fleming: Octopussy and The Living Daylights (publicado póstumamente).
- Robert A. Heinlein: La Luna es una cruel amante.
- Daniel Keyes: Flores para Algernon.
- Thomas Pynchon: La subasta del lote 49.
- Mario Vargas Llosa: La casa verde.
- Roald Dahl: El dedo mágico.
- Tom Stoppard: Rosencrantz y Guildenstern han muerto.
- Michel Foucault: Las palabras y las cosas.

## Ciencia y tecnología
- 12 de noviembre: eclipse total de sol, visible en gran parte de América del Sur, centrado en la zona de las cataratas del Iguazú, provincia de Misiones (Argentina) y estado de Paraná (Brasil).

### Astronáutica
- 31 de enero: lanzamiento de la sonda lunar soviética Luna 9, destinada a realizar un alunizaje suave.

## Deporte

### Atletismo
- Del 30 de agosto al 4 de septiembre se celebra el VIII Campeonato Europeo de atletismo en Budapest (Hungría).

País ganador del medallero  República Democrática Alemana.

### Baloncesto
- Del 2 al 9 de octubre se celebra el X Campeonato Europeo de Baloncesto Femenino.

 . URSS
  Checoslovaquia.
  República Democrática Alemana.
- Del 2 al 12 de diciembre se celebra el XXI Campeonato Sudamericano de Baloncesto Masculino.

  Argentina
  Brasil.
  Perú.

### Balonmano
- Nace el Algeciras BM, club español de balonmano que milita en la Liga Asobal.

### Fútbol
- 11 de mayo: el Real Madrid C. F. gana su sexta Copa de Europa tras vencer por 2-1 al Partizan en el estadio Heysel (Bruselas) con los goles de Amancio y Serena.
- El Club Atlético Peñarol se consagra campeón de la Copa Intercontinental por segunda vez tras vencer al Real Madrid C. F.
- 30 de julio: Inglaterra: Copa Mundial de Fútbol: la selección anfitriona gana su primera Copa Mundial de Fútbol al ganar en la final a Alemania Federal por 4:2.
- El FC Barcelona se proclama, por tercera vez, campeón de la Copa de Ferias (Copa de la UEFA).
- Campeonato Nacional de fútbol chileno: Universidad Católica campeón.
- Fútbol Profesional Colombiano: Independiente Santa Fe (4.ª vez).
- Primera División de Perú: Universitario de Deportes se consagra campeón por undécima vez.
- 29 de mayo: se inaugura el Estadio Azteca en la Ciudad de México con el encuentro entre América y Torino, mismo que terminó empatado a dos goles. El primer gol en este estadio lo anotó Arlindo (América) al minuto 10 del primer tiempo, y el segundo lo anotó Zague (América).

### Fórmula 1
- Jack Brabham se consagra campeón del mundo de Fórmula 1.

### Gimnasia
- Del 21 al 25 de septiembre se celebra el XVI Campeonato Mundial de Gimnasia Artística en Dortmund (Alemania).

País ganador del medallero  Unión Soviética.

### Golf
- US Open:  Billy Casper.
- Masters de Augusta:  Jack Nicklaus.
- British Open:  Jack Nicklaus.
- Campeonato de la PGA:  Al Geiberger.

### Hockey sobre patines
- Del 11 al 20 de mayo se celebra el XVII Campeonato mundial de Hockey sobre patines masculino en Brasil.

  España.
  Portugal.
  Argentina.
- V Campeonato Sudamericano de Hockey sobre Patines masculino en Concepción (Argentina).

  Chile.
  Argentina.
  Brasil.

### Juegos Centroamericanos y del Caribe
- Del 11 al 25 de junio se celebran los X Juegos Centroamericanos y del Caribe en San Juan (Puerto Rico).

País ganador del medallero  México.

### Midget
- Efrén Chemolli Sr. gana sus dos primeros campeonatos (el Nocturno y el Argentino), de los 12 que conseguiría a lo largo de su carrera.

### Natación
- Del 20 al 27 de agosto XI Campeonato Europeo de Natación en Utrecht (Países Bajos).

País ganador del medallero  Unión Soviética.
- XVIII Campeonato sudamericano de Natación celebrado en Lima (Perú).

### Rodeo chileno
- Abelino Mora y Miguel Lamoliatte ganan el Campeonato Nacional de Rodeo de 1966.

### Tenis
- 55ª edición de la Copa Davis.  Australia se proclama campeón en la final ante  India por 4-1.

- 4ª edición de la Copa Federación.  Estados Unidos se proclama campeón en la final ante  Alemania Occidental por 3-0.

- Abierto de Australia:
  - Ganadora individual: Margaret Court 
  - Ganador individual: Roy Emerson

- Abierto de Estados Unidos:
  - Ganadora individual: Maria Bueno 
  - Ganador individual: Fred Stolle

- Campeonato de Wimbledon:
  - Ganadora individual: Billie Jean King 
  - Ganador individual: Manuel Santana

- Torneo de Roland Garros:
  - Ganadora individual: Ann Haydon-Jones 
  - Ganador individual: Tony Roche

### Voleibol
- Del 30 de agosto al 11 de septiembre se celebra el VI Campeonato Mundial de Voleibol Masculino en Praga.

  Checoslovaquia
  Rumanía.
  URSS.

## Cine

### Estrenos más relevantes
- Andrei Rublev, película soviética dirigida por Andrei Tarkovsky.
- Blow-Up (Deseo de una mañana de verano), película británica dirigida por Michelangelo Antonioni, e interpretada por Vanessa Redgrave, David Hemmings y Sarah Miles. Palma de Oro en Cannes.
- En bandeja de plata, película estadounidense dirigida por Billy Wilder, cuyos protagonistas lo encarnan Walter Matthau y Jack Lemmon.
- El romance del Aniceto y la Francisca, película argentina dirigida por Leonardo Favio.
- Fahrenheit 451, película británica dirigida por François Truffaut.
- El bueno, el feo y el malo película italiana dirigida por Sergio Leone e interpretada por Clint Eastwood, Eli Wallach y Lee Van Cleef.
- La batalla de Argel, película italiana dirigida por Gillo Pontecorvo.
- La caza, película española dirigida por Carlos Saura.
- La ciudad no es para mí, película española dirigida por Pedro Lazaga.
- La jauría humana, película estadounidense dirigida por Arthur Penn e interpretada por Robert Redford, Marlon Brando, Jane Fonda y Angie Dickinson.
- La muerte de un burócrata, película cubana dirigida por Tomás Gutiérrez Alea.
- Nueve cartas a Berta, película española dirigida por Basilio Martín Patino.
- Persona, película sueca dirigida por Ingmar Bergman e interpretada por Liv Ullmann y Bibi Andersson.
- Tiempo de morir, película mexicana dirigida por Arturo Ripstein.
- Un homme et une femme, en español Un hombre y una mujer, de Claude Lelouch y Signore e Signori (en español Señoras y señores), película francesa dirigida por Pietro Germi ganan el Gran Premio del Festival de Cannes.

### Premios Óscar
La 38.ª edición se celebró el 18 de abril, y se concedieron premios a películas estrenadas en 1965, con el siguiente palmarés:
- Mejor película: A man for all seasons (en español Un hombre para la eternidad) de Fred Zinnemann (Columbia Films).
- Mejor actor: Paul Scofield, por Un hombre para la eternidad.
- Mejor actriz: Elizabeth Taylor, por Who’s afraid of Virginia Woolf? (¿Quién teme a Virginia Woolf?).
- Mejor actor secundario: Walter Matthau, por The fortune cook (En bandeja de plata).
- Mejor actriz secundaria: Sandy Dennis, por ¿Quién teme a Virginia Woolf?.
- Mejor director: Fred Zinnemann, por Un hombre para la eternidad.
- Mejor guion adaptado: Robert Bolt, por Un hombre para la eternidad.
- Mejor guion original: Claude Lelouch y Pierre Uytterhoeven, por Un hombre y una mujer.
- Mejor fotografía en blanco y negro: Haskell Wexler, por ¿Quién teme a Virginia Woolf?.
- Mejor fotografía en color: Ted Moore, por Un hombre para la eternidad.
- Mejor decoración en blanco y negro: Richard Sylbert y George James Hopkins, por ¿Quién teme a Virginia Woolf?.
- Mejor decoración en color: Jach Martin Smith, Dale Hennesy, Walter M. Scott y Stuart A. Reiss, por Fantastic voyage (Viaje alucinante).
- Mejor sonido: Franklin E. Milton, por Grand Prix (Grand Prix).
- Mejor canción: Born free (John Barry y Don Black), de la película Born free (Nacida libre).
- Mejor banda sonora original: John Barry, por Nacida libre.
- Mejor banda sonora adaptada: Ken Thorne, por A Funny Thing Happened on the Way to the Forum (Golfus de Roma).
- Mejor montaje: Fredric Steinkamp, Henry Berman, Stewart Linder y Frank Santillo, por Grand Prix.
- Mejores efectos de sonido: Gordon Daniel, por Grand Prix.
- Mejores efectos visuales: Art Cruickshank, por Viaje alucinante.
- Mejor vestuario en blanco y negro: Irene Sharaff, por ¿Quién teme a Virginia Woolf?.
- Mejor vestuario en color: Elizabeth Haffenden y Joan Bridge, por Un hombre para la eternidad.
- Mejor película extranjera: Un homme et une femme (en español Un hombre y una mujer), de Claude Lelouch (Francia).
- Mejor corto de animación: Herb Alpert and the Tijuana Brass Double Feature (Hubley-Paramount).
- Mejor corto de imagen real: Wild Wings (Inglaterra).
- Mejor cortometraje documental: A year woward tomorrow (Office Economic Opportunity).
- Mejor largometraje documental: The War Game (El juego de la guerra), de Peter Watkins (Pathe Contemporary Films).
- Óscares especiales: a Y. Frank Freeman, por los servicios prestados a la Academia; a Yakima Canutt, como pionero de los especialistas y dobles cinematográficos.
- Óscar en memoria de Irving Thalberg: Robert Wise.
- Premio Humanitario Jean Hersholt: George Bagnall.

### Festivales de cine
- 19ª edición del Festival Internacional de Cine de Cannes celebrada entre el 5 y 25 de mayo de 1966.
  - Palma de Oro a la mejor película Signore e signori de Pietro Germi.

- 16ª edición del Festival Internacional de Cine de Berlín celebrada del 24 de junio al 5 de julio de 1966.
  - Oso de Oro a la mejor película Callejón sin salida de Roman Polanski.

- 14ª edición del Festival Internacional de Cine de San Sebastián celebrada del 9 y el 18 de junio de 1966.
  - Concha de Oro a la mejor película Retorno al pasado, de Desmond Davis.

- 27ª edición del Mostra de Venecia celebrada del 28 de agosto al 10 de septiembre de 1966.
  - León de Oro a la mejor película La batalla de Argel de Gillo Pontecorvo.

- 9ª edición del Festival Internacional de Cine de Mar del Plata.
  - Gran Premio del Jurado a la mejor película ¡Viva la República!, de Karel Kachyňa.

## Música
- Se forma The Monkees
- Jefferson Airplane: lanzan su primer álbum Jefferson Airplane Takes Off.
- The Beach Boys lanzan su álbum Pet Sounds, de peculiar belleza por sus armonías vocales. Un disco muy dolido y personal compuesto por el talentoso líder de la banda, Brian Wilson. Su tercer sencillo número uno "Good Vibrations".
- Junio: en los Estados Unidos, Frank Zappa y su grupo The Mothers of Invention aparecen en el panorama musical con su primer disco Freak Out! (álbum doble), que revoluciona la música con sus sonidos bizarros, la estructura de las canciones, la extravagante instrumentación y su aversión por la psicodelia imperante.
- En los Estados Unidos, Bob Dylan triunfa con su brillante álbum Blonde on Blonde, aclamado como uno de los mejores discos de la historia del rock. Contiene el sencillo I Want You, una de las piezas más románticas e impactantes del cantautor estadounidense, y los míticos Rainy Day Women No. 12 & 35, Just Like a Woman, Sad Eyed Lady of the Lowlands y Visions of Johanna entre otros.
- Reino Unido: el grupo de rock Cream —conformado por el guitarrista Eric Clapton, el baterista Ginger Baker y el bajista, vocalista y compositor Jack Bruce— debuta con el álbum Fresh Cream.
- Reino Unido: el cantautor escocés Donovan triunfa con su LP Sunshine Superman uno de los primeros álbumes de música psicodélica.
- Raphael: Canta...
- Roberto Carlos: Roberto Carlos.
- Rocío Dúrcal: Acompáñame.
- The Beatles lanzan el álbum Revolver, logrando alcanzar la cima de las listas de éxitos.
- The Mamas & the Papas: lanzan al mercado su primer álbum, If You Can Believe Your Eyes and Ears.
- Elvis Presley: Spinout.
- Frank Sinatra: "Moonlight Sinatra". «Álbum publicado en marzo bajo el sello discográfico Reprise Records». "Strangers in the Night". «Álbum publicado el 30 de mayo bajo el sello discográfico Reprise Records». "Sinatra at the Sands". «Álbum publicado en julio bajo el sello discográfico Reprise Records».  "That's Life". «Álbum publicado el 18 de noviembre bajo el sello discográfico Reprise Records».
- Nancy Sinatra: El álbum Boots es lanzado bajo el sello discográfico Reprise Records. Este contiene el éxito These Boots Are Made for Walkin'.
- ? and The Mysterians lanzan su sencillo más exitoso 96 Tears.
- Patricio Manns (1937-): «El cautivo de Tiltil» (canción).
- Se disuelve, por motivos desconocidos, la banda de punk rock Los Saicos.

### Música clásica
- Dmitri Shostakóvich renuncia finalmente a componer una ópera sobre El Don apacible de Mijaíl Shólojov en la que había estado trabajando durante los primeros meses del año; transmite su decisión a Sofía Jentova y Boris Tishchenko en sendas cartas. El estreno de la obra estaba programado para la temporada del Bolshoi 1966/1967.

### Festivales
- El 5 de marzo se celebra la XI edición del Festival de la Canción de Eurovisión en la Ciudad de Luxemburgo de  Luxemburgo.
  - Ganador/a: La cantante Udo Jürgens con la canción «Merci, Chérie» representando a Austria .

## Premios Nobel
- Física: Alfred Kastler.[6]
- Química: Robert S. Mulliken.[6]
- Medicina: Peyton Rous y Charles Brenton Huggins.[6]
- Literatura: Shmuel Yosef Agnón y Nelly Sachs.[6]
- Paz: destinado al fondo especial de esta sección del premio.[6]